# Europäische Eibe
Die Europäische Eibe (Taxus baccata), auch Gemeine Eibe oder nur Eibe genannt, früher auch Bogenbaum, Eue, Eve, Ibe, If, Ifen, ist die einzige europäische Art in der Pflanzengattung der Eiben (Taxus). Sie ist die älteste (Tertiärrelikt) und schattenverträglichste Baumart Europas. Sie kann ein sehr hohes Alter erreichen. Bis auf den bei Reife durch Karotinoide lebhaft rot gefärbten Samenmantel, den Arillus, der becherartig den Samen umgibt, und den Eibenpollen sind alle Pflanzenteile der Europäischen Eibe stark giftig. Sie war im Jahre 1994 Baum des Jahres sowie Giftpflanze des Jahres 2011. In Österreich war sie im Jahr 2013 Baum des Jahres.
Oft wird der historische Rückgang der Eibe in Zusammenhang mit der Ausbreitung der Buche (Fagus) vor ca. 2000 Jahren in Verbindung gebracht. Allerdings kann die starke Ausbreitung der Buche nicht allein für das Verschwinden der Eibe verantwortlich sein, da man die Eibe oft auch in Buchenwäldern antrifft, wo sie im Unterstand der Buche wächst. Möglicherweise hat die Buche ihren Teil zum Verschwinden der Eibe beigetragen, ihre Gefährdung jedoch war in einer jahrhundertelangen Übernutzung durch den Menschen begründet.
Das Holz der Eibe wurde seit jeher vom Menschen geschätzt, da es eine außergewöhnliche Härte und Zähigkeit aufweist. Dementsprechend reicht seine Nutzung weit zurück. Den ältesten Nachweis für die Verwendung von Eibenholz als Werkzeug bildet die Lanzenspitze von Clacton-on-Sea aus der Holsteinwarmzeit vor etwa 300.000 Jahren. Aus der Eem-Warmzeit vor etwa 130.000 Jahren stammt die Lanze von Lehringen. Auch der berühmte „Ötzi“, die Gletschermumie, die 1991 in den Ötztaler Alpen gefunden wurde und vor 5200 Jahren lebte, trug einen Bogenstab von ca. 1,80 Meter Länge aus Eibenholz bei sich. Der Stiel seines Kupferbeiles war ebenfalls aus Eibenholz.
Während die Nutzung der Eiben in der Forstwirtschaft heute keine wirtschaftliche Bedeutung mehr hat, werden die schnittverträglichen Eiben seit der Renaissance häufig in der Gartengestaltung eingesetzt. Sie wurden und werden vor allem als immergrüne, geschnittene Hecken gepflanzt.

## Beschreibung

### Erscheinungsbild

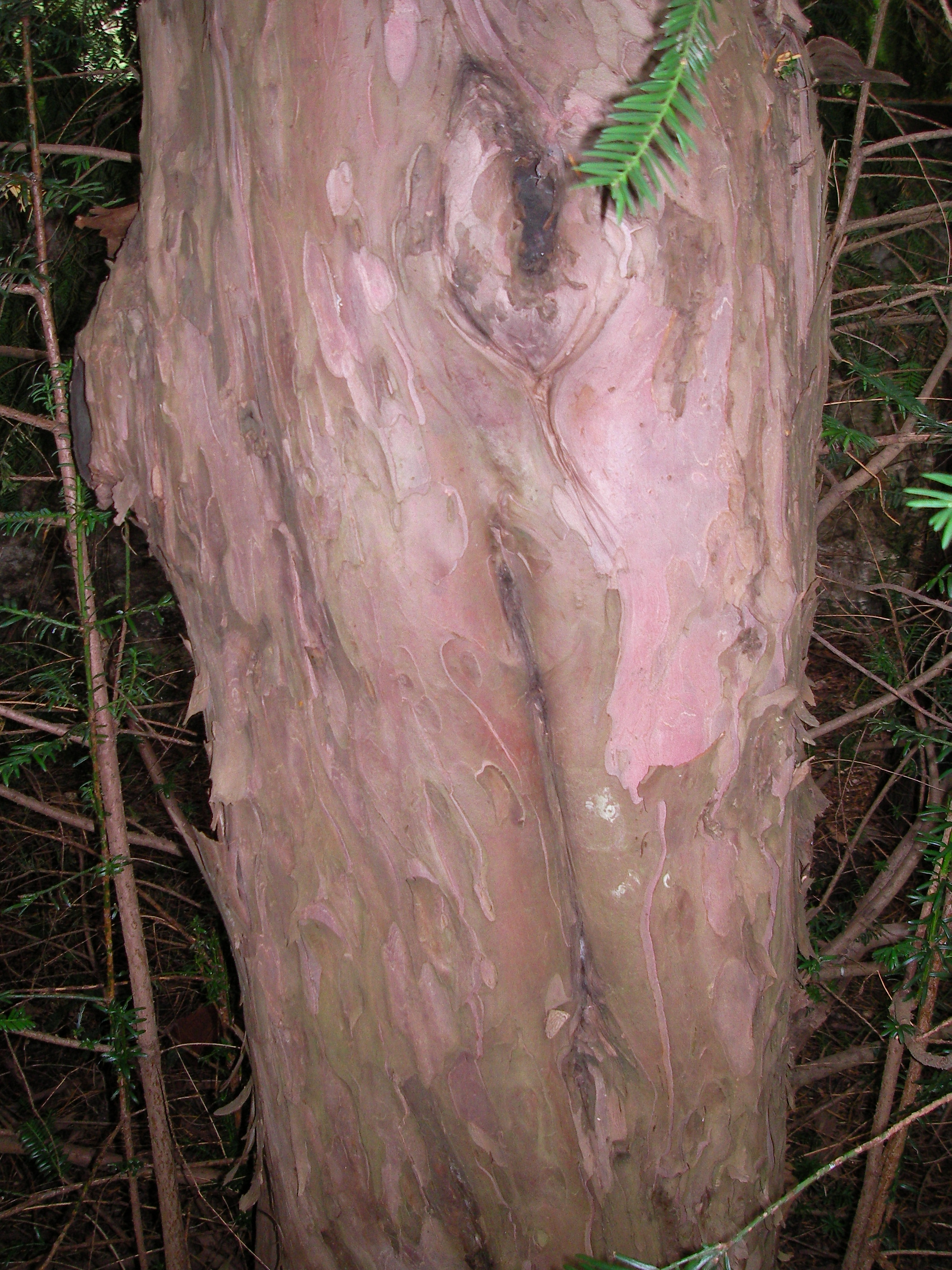
Schuppenborke einer Eibe

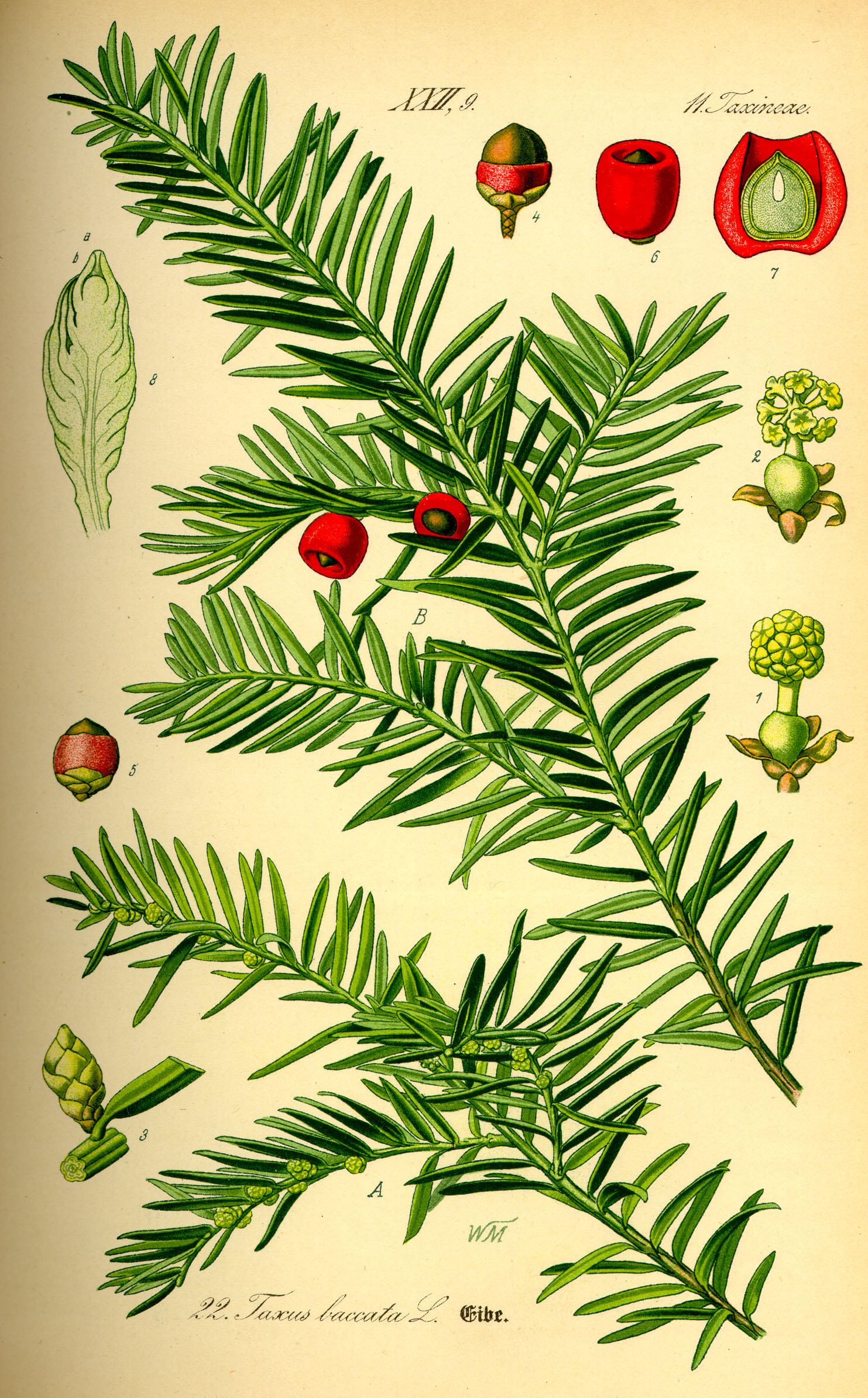
Illustration

Die immergrüne Europäische Eibe ist in ihrer Gestalt eine sehr variable Art, die je nach Standortbedingungen als Baum oder Strauch wächst. An extremen Standorten wie etwa im Hochgebirge oder in Felswänden wächst sie sogar als Kriechstrauch.
Mit zunehmendem Alter verändert sich das Aussehen der Eibe. Junge Eiben besitzen meist schlanke Stämme mit einer regelmäßigen Beastung. Die Krone ist bei jungen Bäumen breit kegelförmig und entwickelt sich mit zunehmendem Alter des Baumes zu einer runden, eiförmigen oder kugeligen Form. Oft sind freistehende Eiben bis an den Boden beastet. Auch sind ältere Exemplare nicht selten mehrgipfelig und mehrstämmig. Ein Informationsschild im Frankfurter Stadtwald beschreibt: „Auffallend durch ihr spannrückiges Erscheinungsbild, es beruht auf dem Zusammenwachsen verschiedener Triebe. Aus der Ferne sieht sie wüst und unregelmäßig aus.“
Charakteristisch und auffällig ist die dünne grau- bis rotbraune Schuppenborke der Eibenstämme. Anfangs tragen die Stämme junger Eiben eine rötlichbraune glatte Rinde, die später zu einer graubraunen, sich in Schuppen ablösenden Borke wird. In Mitteleuropa erreichen nur sehr wenige Bäume Wuchshöhen über 15 Meter. Im Norden der Türkei wachsen allerdings monumentale Eiben, die Wuchshöhen von 20 Meter erreichen, und in den Mischwäldern des Kaukasus gibt es vereinzelt Eiben, die eine Wuchshöhe bis 32 Meter haben.
Junge Eiben weisen in der Regel einen Stamm mit einer deutlichen Hauptachse auf, während geschlechtsreife Eiben häufig mehrstämmig sind. In der Jugend wächst die Eibe extrem langsam. Bei ungünstigen Bedingungen verharrt sie in einer Höhe von 10 bis 50 Zentimetern und bildet eine Kleinkrone. Bei günstigsten Bedingungen dauert es mindestens 10–20 Jahre, bis sie aus dem Äser des Rehwildes herausgewachsen ist. Danach wächst sie bei guten Bedingungen bis zu 20 Zentimeter jährlich.
Ab einem Alter von ca. 90 Jahren kulminiert das Höhenwachstum der Eibe. Dagegen hören Dicken- und Kronenwachstum nie auf. So sind Stammdurchmesser bis über 1,5 Meter möglich. Auf Grund ihres hohen vegetativen Reproduktionsvermögens sind Wurzelschösslinge, Triebstämmlinge und die Bewurzelung von Ästen, die den Boden berühren, für die Europäische Eibe charakteristisch. Durch die Verwachsung einzelner Stämme können bis zu 1 Meter dicke Komplexstämme entstehen.
Ab einem Alter von etwa 250 Jahren setzt bei Eiben häufig eine Kernfäule im Stammesinneren ein, die im Laufe von Jahrhunderten zu einer fast vollständigen Aushöhlung des Baumes führen kann. Die Kernfäule macht eine genaue Altersbestimmung von alten Eiben fast unmöglich, da im Stammesinneren keine Jahresringe mehr vorhanden sind, an denen das Alter eines Baumes abgelesen werden könnte. Das Alter wird daher meistens geschätzt.
Charakteristisch für die Altersphase von Europäischen Eiben ist, dass der Baum trotz des ausgehöhlten Stammes zunächst eine vollentwickelte Baumkrone aufweist, bis der ausgehöhlte Stamm das Kronengewicht nicht mehr tragen kann und Teile des Baumes wegbrechen. Es verbleiben dann kreis- oder halbkreisförmig stehende Stammfragmente, die unter günstigen Umständen durch neue Triebe aus dem Baumstumpf oder dem Wurzelsystem ergänzt werden.
Alte Eiben haben zwei Strategien zur Verfügung, durch die sie einen von innen heraus wegfaulenden Stamm ersetzen können: Im hohlen Stammesinneren bilden sie gelegentlich Innenwurzeln aus, die sich zu einem neuen Stamm entwickeln können. Alternativ können stammbürtige Triebe außen am Primärstamm senkrecht emporwachsen, so dass sehr alte Eiben gelegentlich nur noch aus einem solchen Kranz stark verdickter und miteinander verwachsener Triebstämme bestehen.

### Die Nadeln

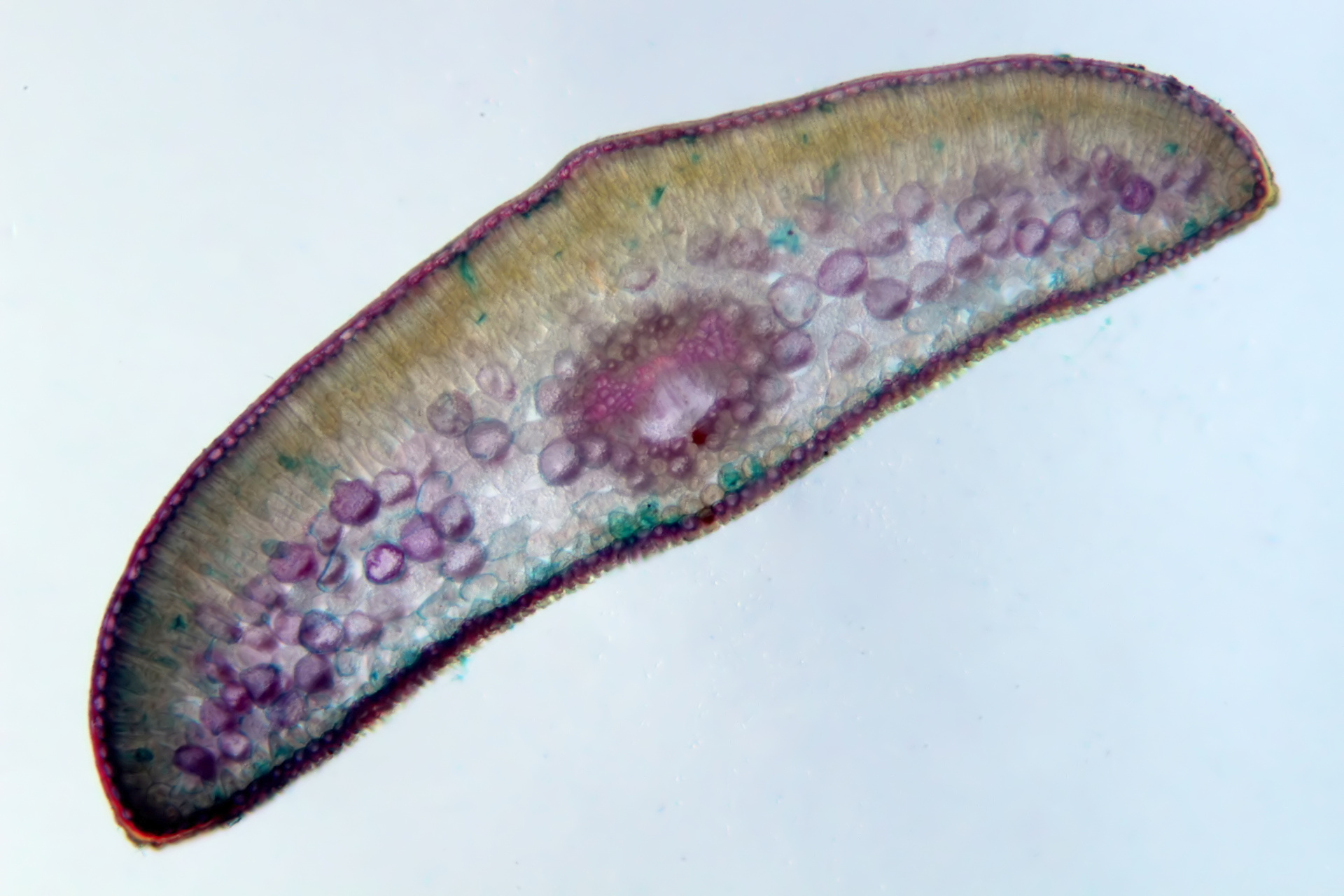
Taxus-Nadel im Querschnitt.

Die weichen und biegsamen Eibennadeln haben eine linealische Form, die mitunter leicht sichelförmig gebogen ist. Sie stehen an den Leittrieben spiralförmig, während sie an den Seitenzweigen zweizeilig angeordnet sind. Eibennadeln sind zwischen 1,5 und 3,5 Zentimeter lang und zwischen 2 und 2,5 Millimeter breit und erreichen ein Alter von drei bis acht Jahren, bis der Baum sie abwirft.
Eibennadeln werden auch als dorsiventral bezeichnet, was bedeutet, dass sie eine deutlich unterscheidbare Ober- und Unterseite haben. Auf ihrer Oberseite sind sie glänzend dunkelgrün und haben einen erhobenen Mittelnerv, der zur Spitze hin ausläuft. An der Unterseite sind sie dagegen hell- oder olivgrün gefärbt. Während Eibennadeln auf der Oberseite keine Spaltöffnung aufweisen, befinden sich an der Unterseite zwei undeutliche, blassgrüne Stomabänder.
Eibennadeln besitzen mehrere auffällige Charakteristika. Sie haben keine durch Sklerenchym mechanisch verstärkte Unterhaut (Hypodermis) und es fehlen Harzkanäle.

### Das Wurzelsystem

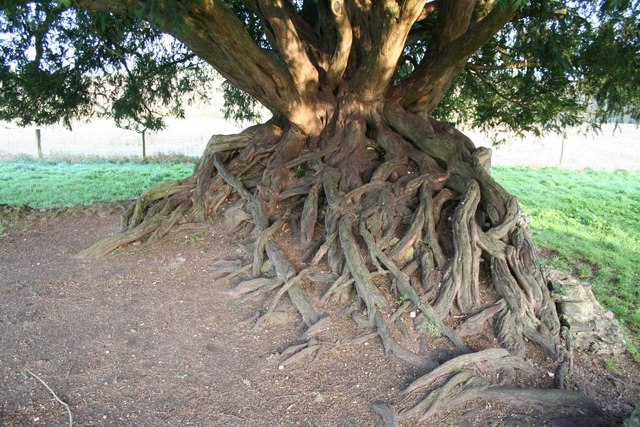
Wurzeln einer alten Eibe

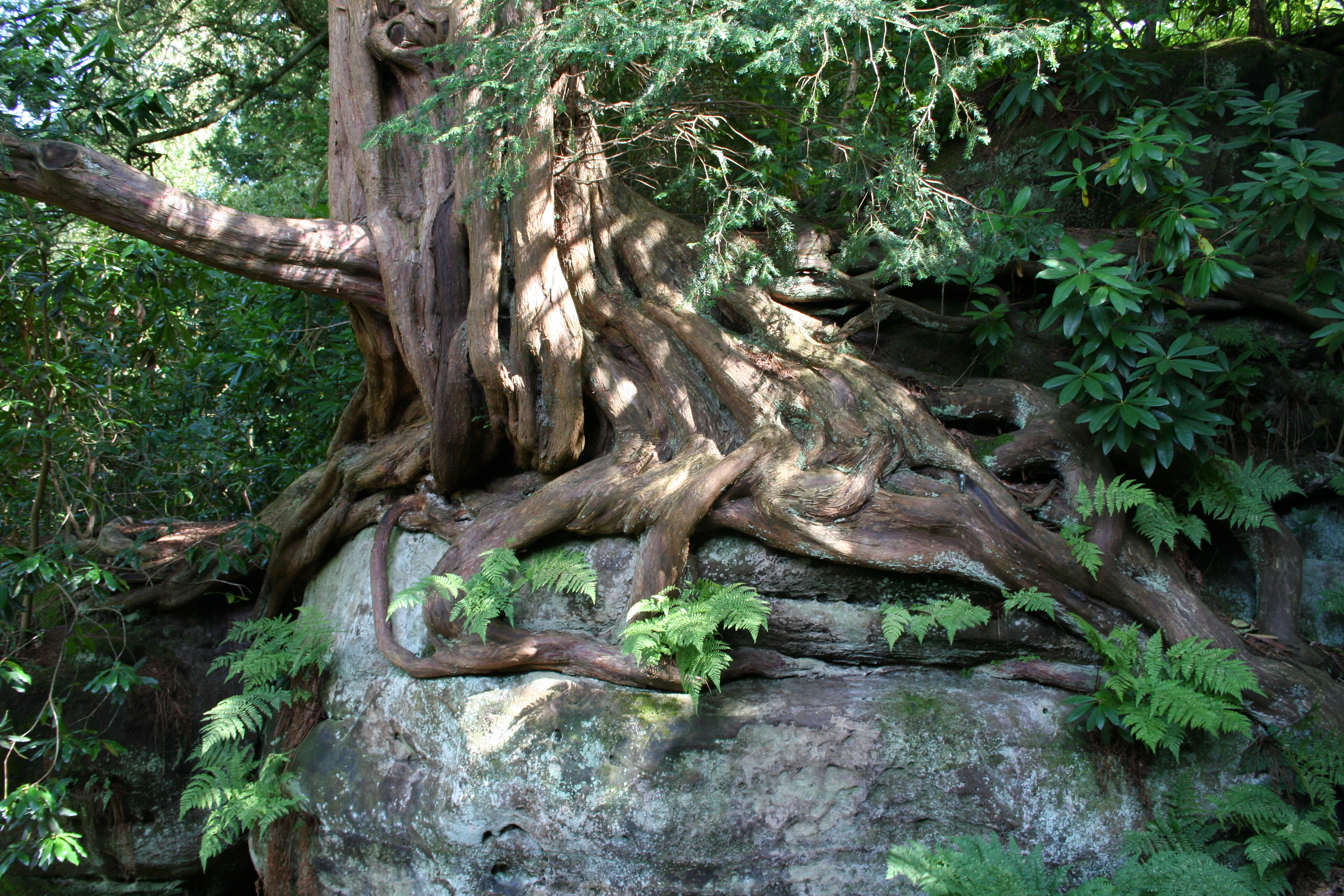
Taxuswurzel auf einem Felsen in Wakehurst Place, England

Europäische Eiben haben ein sehr weitläufiges, tiefreichendes und dichtes Wurzelsystem. Die Entwicklung dieses Wurzelsystems hat dabei beim Heranwachsen des Baumes Priorität vor dem Dicken- und Höhenwachstum. Europäische Eiben vermögen dabei auch in stark verdichtete Böden vorzudringen.
Das im Vergleich mit anderen Baumarten stark entwickelte Wurzelsystem ermöglicht auch die hohe Regenerationsfähigkeit des Baumes, bei der selbst nach einem kompletten Stammverlust noch Wurzelschösslinge nachwachsen. Mit ihrem vielfältigen und flexiblen Wurzelsystem ist die Eibe unempfindlich gegen Wechselfeuchte, zeitweilige Vernässung und Luftarmut im Boden. Dies zeigt ihre hohe individuelle Anpassungsfähigkeit an unterschiedliche Standorte und Lebensbedingungen.
In Felsregionen ist die Europäische Eibe in der Lage, mit ihren Wurzeln in wasserführende Senken und Klüfte einzudringen, während sie sich an nackte Felsen klammert.
Die Eibe ist in Symbiose mit Arbuskulären Mykorrhiza-Pilzen (Glomeromycota), daher gehören Eiben zu den wenigen Waldbäumen, deren Wurzeln keine Symbiose mit Ektomykorrhiza-Pilzen eingehen, also solche, die typische Fruchtkörper ausbilden.

### Zapfen, Samen und Vermehrung

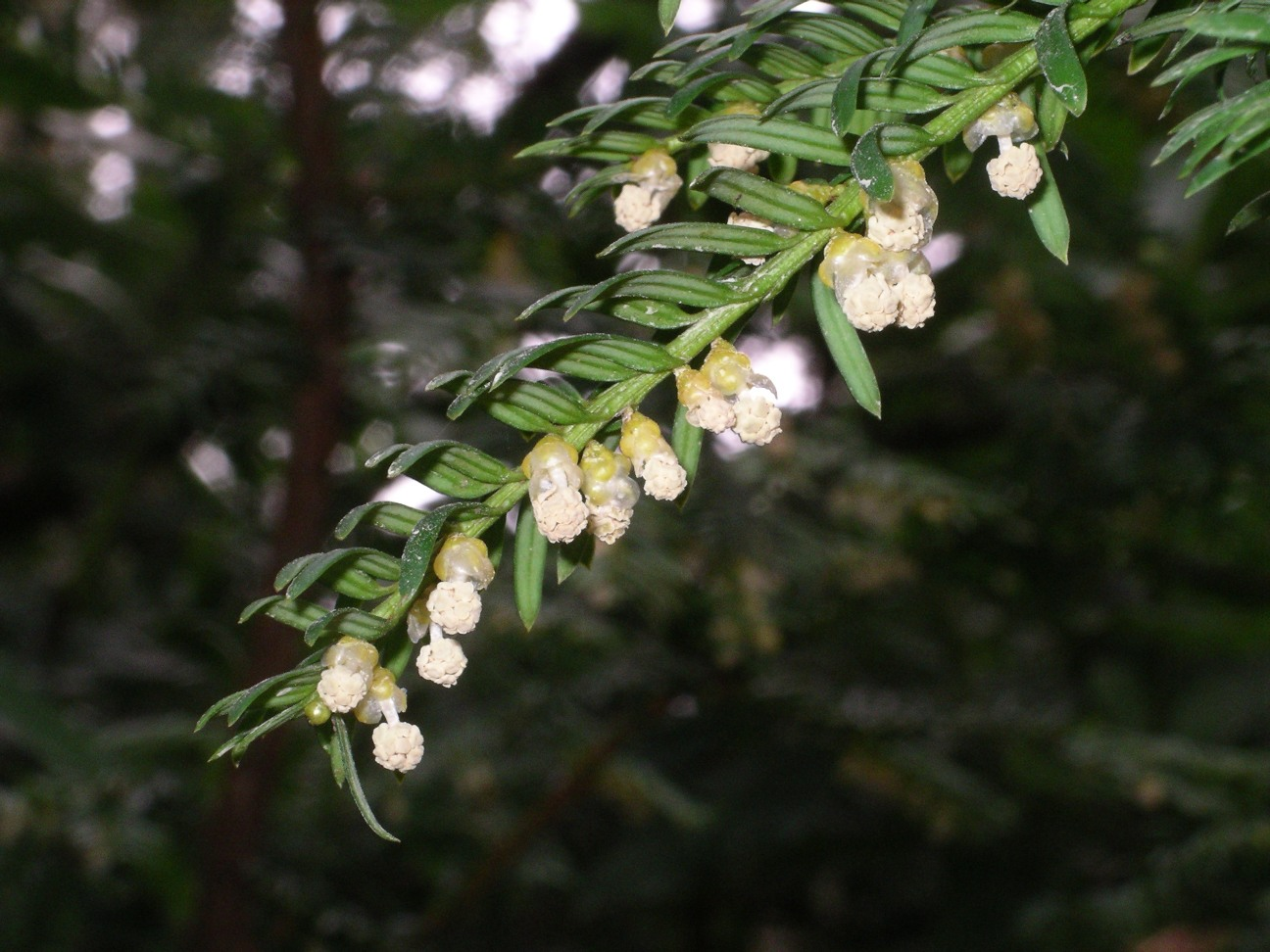
Männliche Zapfen

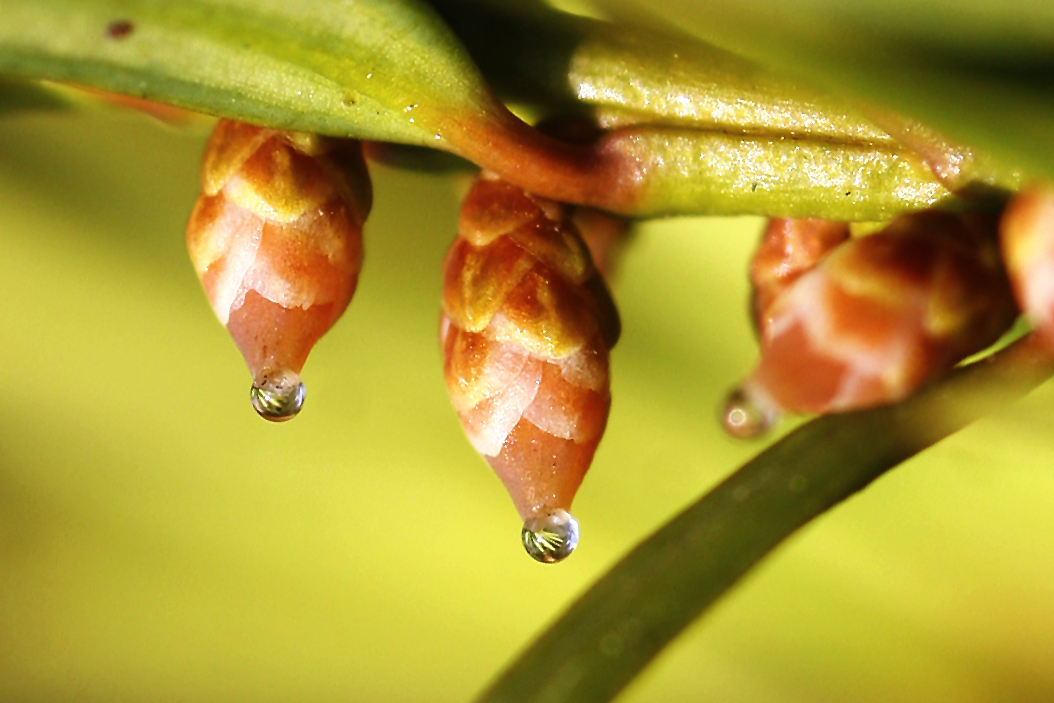
Weibliche Eibenblüten mit Bestäubungstropfen

Unter optimalen Standortbedingungen tragen Eiben das erste Mal weibliche Zapfen, wenn sie ein Lebensalter von 15 bis 30 Jahren erreicht haben. Unter weniger guten Standortbedingungen kann sich die Geschlechtsreife deutlich hinauszögern. In dichten Baumbeständen stehende Eiben, die kein ausreichendes Licht erhalten, erreichen ihre Geschlechtsreife mitunter erst mit 70 bis 120 Jahren. Die Anlage der Zapfen erfolgt bereits im Spätsommer. Die Blütezeit liegt im Spätwinter oder im frühen Frühjahr des nächsten Jahres, im Normalfall zwischen Februar und März, in kälteren Regionen erst zwischen April und Mai.
Die Europäische Eibe ist normalerweise zweihäusig (diözisch): männliche und weibliche Zapfen befinden sich auf unterschiedlichen Bäumen. Ausnahmefälle sind einhäusige (monözische) Exemplare, bei denen sich Zapfen beider Geschlechter an einem Baum befinden. Meist weist nur ein einzelner Ast Blüten mit einem anderen Geschlecht auf.
Die zahlreichen männlichen Zapfen stehen an 1 bis 2 mm langen, blattachselständigen Trieben. Sie haben eine kugelige Form mit einem Durchmesser von etwa 4 mm und enthalten 6 bis 14 schildförmige Staubblätter, die jeweils 6 bis 8 gelbliche Pollensäcke tragen. Wenn sich die Pollensäcke durch Wärme öffnen, werden die Pollenkörner bereits durch geringe Windbewegungen fortgetragen. Obwohl die Pollenkörner der Europäischen Eibe keine Luftsäcke aufweisen, ist wegen ihres geringen Gewichtes ihre Sinkgeschwindigkeit mit 1,6 cm pro Sekunde so gering, dass sie durch Luftbewegungen sehr weit fortgetragen werden können. Die frühe Blütenzeit, die in einen Zeitraum fällt, in dem Laubbäume in der Regel noch keine Blätter tragen, stellt sicher, dass dieser Pollenflug weitgehend ungehindert stattfinden kann, selbst wenn die jeweilige Eibe von Laubbäumen überdacht ist.
Die weiblichen Zapfen sind nur 1 bis 1,5 mm groß, stehen jeweils als Kurztriebe in den Blattachseln jüngerer Zweige und sind auf Grund ihrer grünlichen Farbe unscheinbar. Sie bestehen aus sich überlappenden Schuppen, von denen nur die oberste fruchtbar ist und nur eine Samenanlage trägt. Zur Blütezeit bildet sich an der Spitze des umhüllenden Deckblattes ein Bestäubungstropfen aus. Dieser nimmt die anfliegenden Pollenkörner auf und bringt, wenn er verdunstet ist, die Pollenkörner an den Nucellus, sodass die Zapfen bestäubt werden. An der Basis der Samenanlage findet sich ein ringförmiger Wulst, der sich bei befruchteten Blüten zu einem fleischigen, schleimigen Samenmantel, dem Arillus, auswächst. Dieser umgibt den Samen becherförmig, seine Farbe wandelt sich mit zunehmender Reife von Grün zu einem auffallenden Rot. Aufgrund des Arillus wird der Eibensamen oft fälschlicherweise als Frucht oder sogar Beere bezeichnet. Dies ist botanisch nicht korrekt, da es bei den Nacktsamigen Pflanzen keinen Fruchtknoten gibt, der zur Fruchtentwicklung erforderlich wäre. Der rote Samenmantel ist essbar und ungiftig, nur die Samen sind giftig. Die Blütenknospen werden im Laufe der zweiten Sommerhälfte ausgebildet.

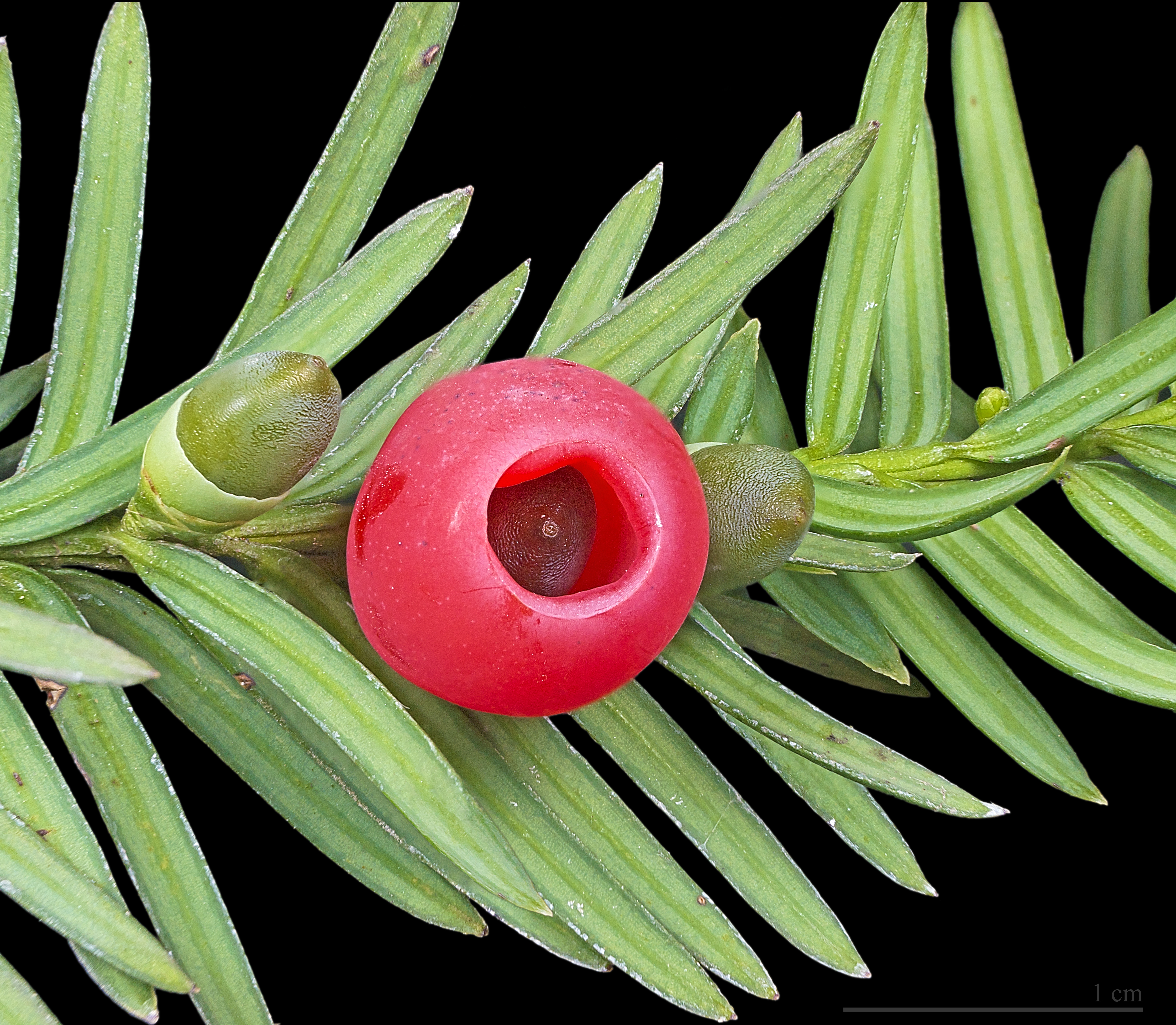
Arillus einer Eibe

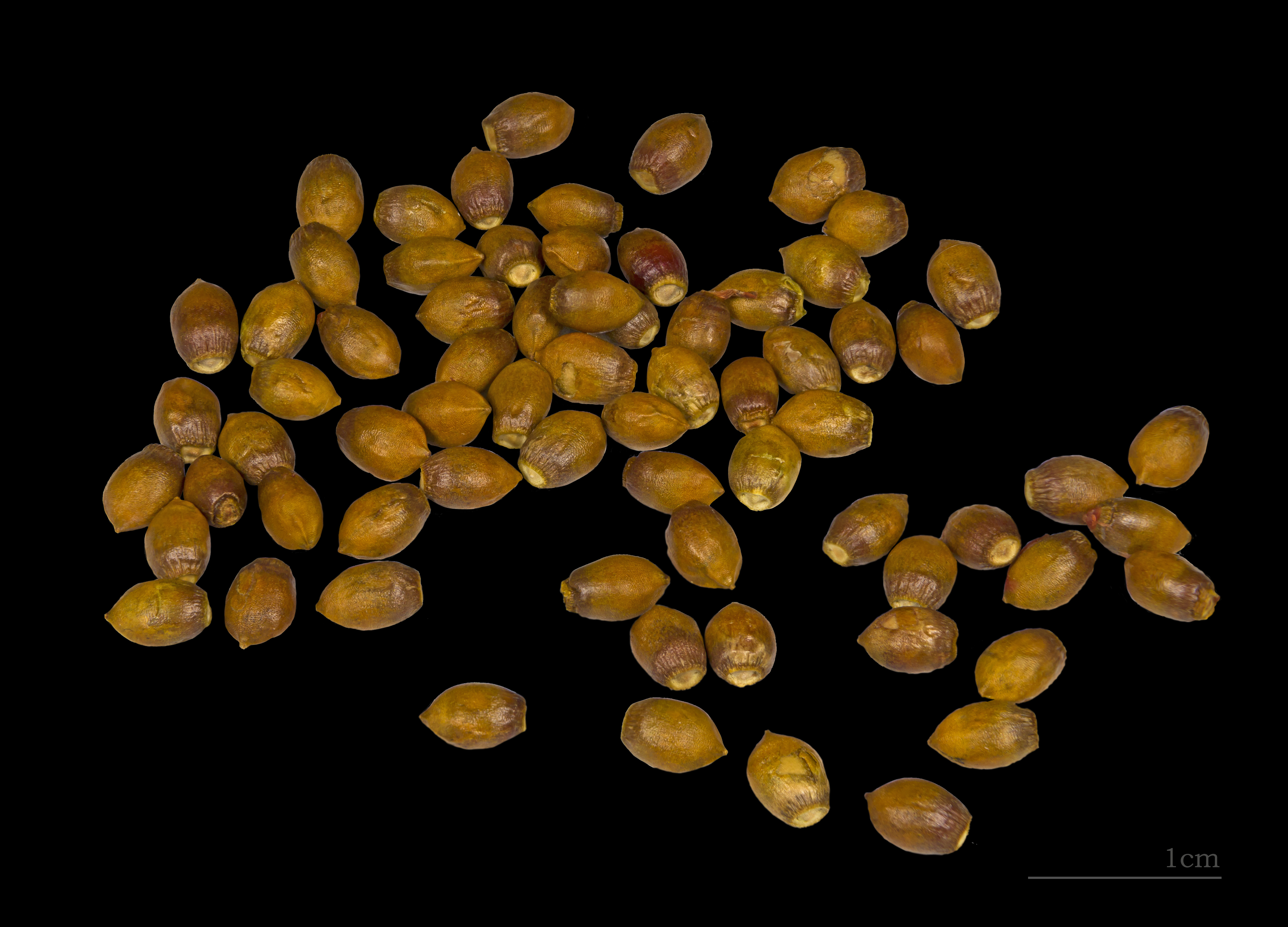
Samen der Europäischen Eibe

Der bläulich-braune und eiförmige Samen ist 6 bis 7 mm lang und 3 bis 5 mm breit. Das Gewicht des Samens liegt zwischen 43 und 77 mg. Die Ausbildung des Samenmantels haben Europäische Eiben mit den anderen Arten aus der Familie der Eibengewächse gemeinsam. Die Samen reifen von August bis Oktober und keimen erst im zweiten Frühjahr. Die Samenverbreitung erfolgt durch Vögel, die vom süßen Arillus angelockt werden. Der Arillus wird verdaut und der Samen passiert unbeschadet den Verdauungstrakt. Auf diese Weise sorgen Vögel für die Ausbreitung der Eibensamen.
Für die generative Vermehrung durch Aussaat werden die Samen gesammelt, sobald sich der Arillus rot und der Samen braun verfärben. Der Samenmantel wird mit einem Wasserstrahl entfernt und die Samen dann bis zum nächsten Herbst gelagert. Der Keimerfolg ist größer 50 %, wenn die Samen vor der Aussaat stratifiziert werden, das heißt einer mehrmonatigen Wärme- und Kältebehandlung, die den Wechsel der Jahreszeiten nachahmt, unterzogen werden.
Die Chromosomenzahl der Art ist 2n = 24.

## Systematik
Die Taxaceae (Eibenartige) werden den Gymnospermen (Nacktsamern) und innerhalb dieser den Koniferen (Nadelbäumen) zugeordnet. Interessant ist das Fehlen der für diese Gruppe typischen Zapfen bei den Eiben; der fleischige Arillus (fälschlich umgangssprachlich „Beere“) entsteht aus dem Stiel der Samenanlage. Zur Familie der Eibengewächse gehören insgesamt fünf Gattungen (Amentotaxus, Austrotaxus, Pseudotaxus, Torreya, Taxus), die alle Samen mit einem Arillus bilden. Die Gattung Taxus gilt als taxonomisch schwierige Gruppe, die verschiedenen Arten besitzen meist aneinandergrenzende, aber nicht überlappende Areale (parapatrische Verbreitung), sind aber morphologisch nur schwierig auseinanderzuhalten. Dies gilt insbesondere für die Vorkommen im Himalaya und China. Hier wurden von verschiedenen Taxonomen schon zwischen 2 und 24 Arten unterschieden. Durch neuere Untersuchungen wurde klar, dass die von früheren Botanikern angegebenen Vorkommen von Taxus baccata im West-Himalaya nicht dieser Art zugehören, sondern eine eigene Art bilden, Taxus contorta (syn. Taxus fuana Nan Li & R.R.Mill) Diese bildet, nach molekularen Daten (Vergleich homologer DNA-Sequenzen) die Schwesterart von Taxus baccata. Den genetischen Daten zufolge ist die Europäische Eibe, trotz des großen Verbreitungsgebiets, eine monophyletische Einheit und die einzige in Europa heimische Art.

## Verbreitung
Das Vorkommen von Taxus baccata L. beschränkt sich nicht auf Europa, ihr Verbreitungsgebiet reicht von den Azoren, dem Atlasgebirge in Nordwestafrika über Europa, Kleinasien bis in den Kaukasus und den Nordiran. Im Norden verläuft die Verbreitungsgrenze von den Britischen Inseln über Norwegen bis nach Schweden und Finnland. Die östliche Verbreitung reicht von Lettland, entlang der russisch-polnischen Grenze, bis zu den östlichen Karpaten und endet im Norden der Türkei. Im Süden verläuft die Verbreitungsgrenze südlich von Spanien, über Teile Marokkos und Algeriens, bis zur Südtürkei und von dort bis ins Landesinnere des Nordirans.
In Europa ist das Verbreitungsgebiet nicht zusammenhängend, sondern zerfällt in mehrere Teilareale und ist stark zerrissen. Oft kommt die Eibe nur noch in kleinen Beständen oder als Einzelbaum vor. Die Ursache dieser Disjunktion (Zerrissenheit) ist mit großer Wahrscheinlichkeit die anthropogene Übernutzung der Eibenbestände in früherer Zeit.
Natürliche Eibenvorkommen existieren vor allem in Nordportugal, Spanien, der Bretagne und der Normandie im Norden Frankreichs, auf den Britischen Inseln, im südlichen Skandinavien, im Baltikum, den Karpaten, auf der nördlichen Balkanhalbinsel, in Nord- und Mittelitalien, Korsika und Sardinien. Sie fehlt dagegen unter anderem in Dänemark, im nördlichen Belgien und Holland sowie entlang der unteren und mittleren Elbe und Saale. Sie fehlt auch im Landesinneren von Polen, während sie in der Küstenregion der Ostsee vorkommt.
Das Verbreitungsgebiet der Europäischen Eibe wird wesentlich durch ihre geringe Frosthärte bestimmt. Ihre Nordgrenze verläuft bei 62 Grad 30 Minuten N in Norwegen und 61 Grad N in Schweden etwa auf der Januar-Isotherme von −5 Grad Celsius. Sie gedeiht vor allem dort, wo sich das Klima durch milde Winter, kühle Sommer, viel Regen und eine hohe Luftfeuchtigkeit auszeichnet. In den Bayerischen Alpen kommt sie bis in eine Höhe von 1350 m vor, im Wallis bis in eine Höhe von 1600 m.
(Siehe auch: Abhandlung über das Eibenvorkommen in Thüringen)

## Gefährdung und Schutz
Die Europäische Eibe wird in der Roten Liste der IUCN als „nicht gefährdet“ (least concern) mit einem „ansteigenden“ Trend (increasing) gelistet.
Seit dem Inkrafttreten der Bundesartenschutzverordnung (1. Januar 1987) stehen wild lebende Populationen der Eibe unter besonderem Schutz. Im Auftrag der Bundesanstalt für Landwirtschaft und Ernährung (BLE) wurden im Rahmen des Projekts Erfassung und Dokumentation genetischer Ressourcen seltener Baumarten in Deutschland in den Jahren 2010 bis 2012 die Vorkommen der Europäischen Eibe in den deutschen Wäldern erfasst. Es wurden insgesamt 342 Eibenvorkommen mit zusammen 60.045 Bäumen aufgenommen. Die eibenreichsten Bundesländer waren Thüringen mit 33.200 Eiben und Bayern mit 14.700 Eiben. Die Verbreitungsschwerpunkte liegen im Mitteldeutschen Trias-Berg- und Hügelland, in der Schwäbischen Alb, in der Frankenalb und im Oberpfälzer Jura sowie in der Schwäbisch-Bayerischen Jungmoräne.
In der Schweiz wird die Europäische Eibe in der Roten Liste des Bundesamtes für Umwelt (BAFU)  als „nicht gefährdet“ eingestuft. Sie ist aber regional (kantonal) geschützt.

## Standortanforderungen
Die Eibe ist standortvage, d. h. sie gedeiht auf feuchten, wechselfeuchten und sehr trockenen, sowie auf sauren und basischen Standorten. Das Ökogramm der Eibe zeigt die sehr große physiologische Amplitude dieser Baumart, die im trockenen Bereich sogar über waldfähige Standorte hinausgeht und selbst wechselnde Bedingungen erträgt. Die Eibe kommt oft auf frischem, humosem oder sandigem Lehm vor, sie gedeiht jedoch ebenso auf wechselfeuchten und sogar sandigen Standorten. Wie bei allen anderen Baumarten ist jedoch das Wachstum der Eibe auf gut durchwurzelbaren und nährstoffreichen Böden begünstigt. Sie kommt auf kalkhaltigen Standorten, Silikatgesteinsböden sowie auf organischen Substraten gleichermaßen vor. Die Europäische Eibe bevorzugt frische, nährstoffreiche, oft basische Böden in ozeanischer, feuchter Klimalage. Ihr Niederschlagsoptimum liegt bei über 1000 mm/Jahr. Ihren Wasserbedarf vermag sie aber auch aus nassen oder moorigen Sonderstandorten in generell niederschlagsärmeren Gebieten zu decken. Selbst in Flussauen ist sie zu finden, was auf eine Toleranz gegen Sauerstoffmangel im Boden hindeutet.
Die ökologischen Zeigerwerte nach Landolt & al. 2010 sind in der Schweiz: Feuchtezahl F = 2+w+ (frisch aber stark wechselnd), Lichtzahl L = 2 (schattig), Reaktionszahl R = 4 (neutral bis basisch), Temperaturzahl T = 3+ (unter-montan und ober-kollin), Nährstoffzahl N = 2 (nährstoffarm), Kontinentalitätszahl K = 2 (subozeanisch).
Die Europäische Eibe ist die schattenverträglichste Baumart Europas. Bei einer Temperatur von 20 Grad kann sie bei einer Beleuchtungsstärke von 300 Lux noch überleben. Junge Eiben sind obligate Schattenpflanzen, das heißt, sie gedeihen nur im Schatten, vor allem im schattigen Unterstand unter anderen Bäumen. Herangewachsene Eiben vertragen dagegen auch volle Sonne. Während Europäische Eiben in Wäldern mit einem völlig geschlossenen, immergrünen Kronendach, wie es für einen reinen Fichtenbestand typisch ist, nicht gedeihen, reichen ihnen noch fünf Prozent der Lichtmenge des Freilandes, um erfolgreich Blüten und Samen zu bilden. Am besten gedeihen sie in lichten Mischwaldbeständen, vor allem in Eichen-, Buchen-, Tannen- und Edellaubholzmischwäldern, aber nur wenn der Wildbestand so niedrig ist, dass nachwachsende Jungpflanzen nicht sofort verbissen werden. Dabei stellen sie beispielsweise in den Karpaten 12,4 Prozent der Stammzahl, 13,5 Prozent der Grundfläche und 4 Prozent des Holzvorrates. Die Europäische Eibe zählt dabei zu den sogenannten Klimaxwald-Baumarten, das heißt, sie kann sich in einer Pflanzengemeinschaft, die sich am Ende einer Sukzessionsfolge entwickelt hat, erfolgreich natürlich verjüngen. Reine Eibenbestände sind dagegen selten. Sie entstehen meist, weil das hohe Lebensalter, das Eiben erreichen können, sie die anderen Baumarten überdauern lässt, in deren Schatten sie zuvor wuchsen.
Europäische Eiben finden sich heute wegen früherer Übernutzung, gezielter Ausrottung und Wildverbiss oft nur noch in unzugänglichen Schluchtwäldern und an Steilhängen. Sie wurden häufig als „Unholz“ und Pferde- und Hühnergift bekämpft. Weitere Gründe für die Seltenheit der Eibe sind die Umstellung der Forstwirtschaft von plenterartigen Eingriffen zur schlagweisen Wirtschaft, die die langsamwachsende, gegen plötzliche Freistellung empfindliche Eibe benachteiligt. Ein hoher Wildbestand behindert wegen Verbisses gleichfalls eine natürliche Bestandsverjüngung. Ihre letzten Rückzugsorte sind vielfach schattige und steile, auch vom Wild gemiedene Berghänge, die aber wasserzügig sein müssen.

## Überlebensstrategien

### Regenerationsfähigkeit
Das Regenerationsvermögen der Eibe ist im Vergleich zu allen anderen heimischen Nadelbäumen am stärksten ausgeprägt. Die hohe Regenerationsfähigkeit der Eibe zeigt sich einerseits darin, dass sie als einzige Nadelbaumart die Fähigkeit besitzt, aus dem Stock auszuschlagen. Andererseits schafft sie es durch ihre sehr gute Wundheilung (Wundüberwallung), auch große Schäden zu überstehen. Bis ins hohe Alter ist die Eibe in der Lage, durch die Bildung von Reiterationen auf mechanische, aber auch Frost- oder Sonnenbrandschäden zu reagieren. Diese Wiederholungstriebe dienen der Erneuerung der Krone und verschaffen Bäumen die Möglichkeit, alternde Äste zu ersetzen. Eine weitere Überlebensstrategie ist die vegetative Vermehrung. Diese ungeschlechtliche Vermehrung beruht auf der mitotischen Zellteilung. Die Tochtergeneration unterscheidet sich in ihrem genetischen Material daher nicht von der Muttergeneration; sie ist ein Klon. Das hohe vegetative Reproduktionsvermögen zeigt sich durch folgende Fähigkeiten: Durch die Bildung von Astsenkern können sowohl zusätzliche Nährstoffe aufgenommen werden, als auch eine vollständige Verjüngung eines einzelnen Eibenbaumes stattfinden. Bei umgestürzten Bäumen treiben sofort senkrechte Äste aus. Astteile, die mit dem Boden in Berührung kommen, beginnen Wurzeln auszuschlagen.

### Dürreresistenz
Obwohl die Nadeln der Eibe weder über sklerenchymatische Verstärkungen noch schützende Wachstropfen in den Spaltöffnungen verfügen, gilt sie als ausgesprochen dürreresistent. So kann die Eibe ähnlich hohe relative Wasserverluste ertragen wie die Gemeine Kiefer (Pinus sylvestris). Beide besitzen ähnlich hohe absolute Wasserreserven (auf gleiches Gewicht bezogen) wie krautige, saftreiche Pflanzen, obwohl ihre Wasserkapazität (Wassergehalt bei Sättigung) vergleichsweise gering ist. Dadurch hat die Eibe in Relation zum Trockengewicht die Möglichkeit, weit höhere Wasserverluste, sogar bis zu 45 % ihres Gewichtes, zu überstehen. Eine weitere Fähigkeit, die die Eibe vor dem Austrocknen schützt, ist das schnelle Schließen der Stomata. So stellen vergleichende Untersuchungen von Tannen- und Eibennadeln fest, dass die Eibe auf ein Wassersättigungsdefizit viermal schneller mit einem Stomataverschluss reagiert als die Tanne (Abies).

### Frosthärte

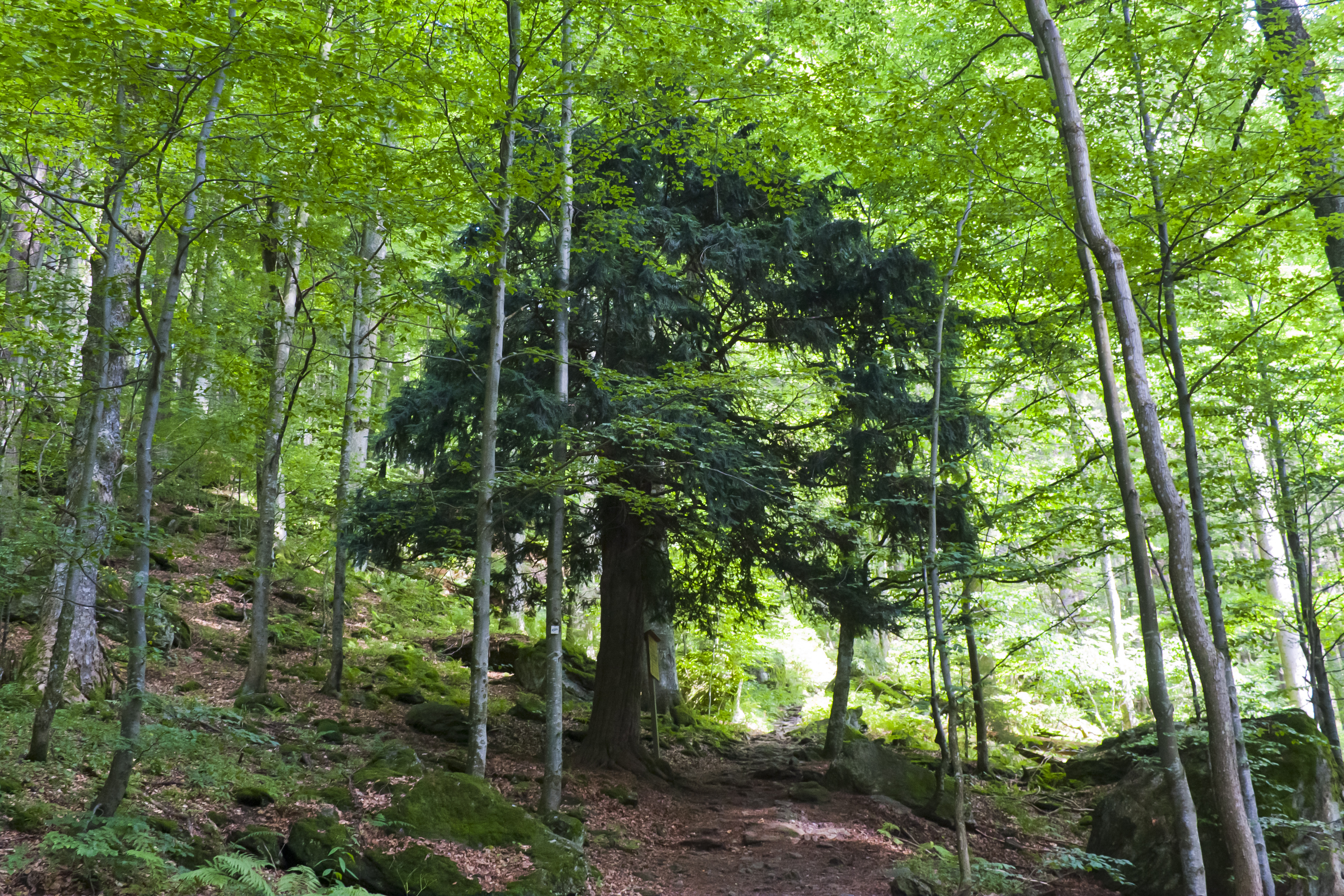
Überschirmte Eibe

Die Winterüberdauerungsstrategie der Eibe beruht auf zwei Komponenten. Zum einen wird die Transpiration im Vergleich zum Sommer auf ein Fünftel bis zu einem Zwanzigstel eingeschränkt. Die Einschränkung ist umso höher, je kälter die Umgebungstemperatur ist. Zum anderen hebt die Eibe die Zellsaftkonzentration an. Dadurch kommt es zu einer Absenkung des Gefrierpunktes. Gemeinsam mit dem Gefrierpunkt verringert sich auch das Temperaturminimum für die Nettoassimilation von ca. −3 °C auf ca. −8 °C. Solange die Eibe ausreichend Vorbereitungszeit auf die Kälteeinwirkung hat, um ihre Zellsaftkonzentration entsprechend zu steigern, kommt es nur bei sehr tiefen Temperaturen von unter −20 °C zu Gefrierschäden. Wesentlich häufiger kommt es zu Schäden durch Frosttrocknis, die unter anderem auf den relativ schlechten Transpirationsschutz der Eibennadeln zurückzuführen sind. Diese Vertrocknungsschäden kommen aber meistens nur bei exponierten, freistehenden Bäumen vor. Des Weiteren ist die Eibe unempfindlich gegen Spätfröste. Sie erreicht das dadurch, dass die im Laufe des Winters erhöhte Zellsaftkonzentration nur langsam abgebaut wird. Dadurch bleibt diese winterliche Abhärtung lange in die Vegetationszeit hinein bestehen. Die Normalwerte des Vorjahres werden erst im Juni wieder erreicht.

### Schattentoleranz
Die Eibe gilt als ausgesprochen schattentoleranter Baum. Sie ist in der Lage, auch völlig überschirmt im Nebenbestand zu überleben. Sie verträgt im Vergleich zu den klassischen Schattenbaumarten wie Tanne und Buche deutlich mehr Beschattung. Wie beim Auftreten eines Wasserdefizites, schließen sich die Stomata auch bei Verdunkelung schnell. Sie öffnen sich erst nach der Überschreitung des Lichtkompensationspunktes. Allerdings kann die Eibe schon bei geringer Lichtintensität eine positive Nettoassimilation erreichen. Der Lichtkompensationspunkt, also der Punkt bei dem gerade noch eine positive Nettoassimilation möglich ist, beträgt bei der Eibe bei einer Temperatur von 20 °C etwa 300 Lux. Im Vergleich dazu kommen andere schattenertragenden Baumarten wie die Buche auf 300–500 Lux und die Tanne (Abies) auf 300–600 Lux. Eine typische Lichtbaumart wie die Weißkiefer (Pinus sylvestris) benötigt hingegen Werte von 1000 bis 5000 Lux zum Überschreiten des Lichtkompensationspunktes.

## Giftigkeit
Holz, Rinde, Nadeln und Samen enthalten toxische Verbindungen, die in ihrer Gesamtheit als Taxane oder Taxan-Derivate (Diterpene) bezeichnet werden. Im Einzelnen lassen sich unter anderem Taxin A, B, C sowie Baccatine und Taxole nachweisen. Der Gehalt an toxischen Verbindungen ist in den unterschiedlichen Baumteilen verschieden hoch und schwankt in Abhängigkeit von der Jahreszeit und individuellem Baum. Der Samenmantel des Baumes ist hingegen nicht giftig und schmeckt süß. Der Taxolgehalt des Holzes ist allerdings sehr gering und liegt bei 0,0006 %.
Die toxischen Verbindungen werden beim Menschen und anderen Säugetieren rasch im Verdauungstrakt aufgenommen. Vergiftungserscheinungen können beim Menschen bereits 30 Minuten nach der Einnahme auftreten. Die toxischen Verbindungen wirken dabei schädigend auf die Verdauungsorgane, das Nervensystem und die Leber sowie die Herzmuskulatur. Ein Gegenmittel gibt es nicht. Zu den Symptomen einer Vergiftung zählt eine Beschleunigung des Pulses, Erweiterung der Pupillen, Erbrechen, Schwindel und Kreislaufschwäche, Bewusstlosigkeit. Bereits eine Aufnahme von 50 bis 100 Gramm Eibennadeln kann für den Menschen tödlich sein. In zerkleinerter oder zerhackter Form wirken die Nadeln fünf Mal stärker. Der Tod tritt durch Atemlähmung und Herzversagen ein. Menschen, die eine solche Vergiftung überleben, tragen in der Regel einen bleibenden Leberschaden davon.
Pferde, Esel, Rinder sowie Schafe und Ziegen reagieren in unterschiedlichem Maße empfindlich auf die in Eiben enthaltenen toxischen Verbindungen. Pferde gelten als besonders gefährdet – bei ihnen soll schon der Verzehr von 100 bis 200 Gramm Eibennadeln zum Tode führen. Bei Rindern treten Vergiftungserscheinungen bei etwa 500 Gramm auf. Gefährdet sind Weidetiere vor allem dann, wenn sie plötzlich größere Mengen aufnehmen. Dagegen scheinen zumindest Rinder, Schafe und Ziegen eine Toleranz gegen die Toxine der Europäischen Eibe zu entwickeln, wenn sie daran gewöhnt sind, regelmäßig kleinere Mengen davon zu fressen. In einem wissenschaftlich dokumentierten Fall haben Ziegen relativ dicke Eiben (BHD > 30 cm) durch das flächige Schälen der (ebenfalls giftigen) Rinde derart geschädigt, dass diese im Laufe der Zeit abgestorben sind. Die Ziegen selbst zeigten keine Vergiftungserscheinungen. Der Tod vieler Weidetiere durch Eibenfraß ist empirisch bestätigt; darum muss mit scheinbar abweichenden Einzelbefunden äußerst vorsichtig umgegangen werden. Die Vergiftungen treten bei den kleinen Wiederkäuern vor allem im Herbst und Winter auf, wenn auf der Weide Futtermangel besteht. Bei Kaninchen sollen bereits weniger als 2 Gramm der Nadeln zum Tode führen.  Eine wirksame Therapie bei Eibenvergiftung existiert nicht. Unempfindlich gegenüber den Giften der Eiben und deshalb Verursacher von Schäden durch Wildverbiss sind Rehe und Rothirsche.

## Die Eibe als Heilpflanze
In der Volksheilkunde wurden die frischen Zweigspitzen als Mittel bei Wurmbefall, als Herzmittel, zur Förderung der Menstruation, und als Abtreibungsmittel verwendet. Wegen der Giftigkeit werden diese Verwendungen von der modernen Medizin als zu riskant eingeschätzt.
Wirkstoffe sind Diterpen-Alkaloide vom Taxan-Typ, Baccatin III (das Gemisch wurde als „Taxin“ bezeichnet), cyanogene Glycoside, wie Taxiphyllin, Biflavonoide, wie Sciadopitysin und Ginkgetin.
In der Homöopathie wird Taxus baccata (HAB) gegen Verdauungsschwäche und Hautpusteln verwendet.
In den 1990er-Jahren gelang es, aus der Europäischen Eibe die zellteilungshemmende Substanz Paclitaxel, die man bisher nur aus der Rinde der Pazifischen Eibe, Taxus brevifolia, isolieren konnte, teilsynthetisch aus den Taxan-Verbindungen der Nadeln, speziell dem Baccatin III, herzustellen. Dazu kam später eine weitere Substanz, das Docetaxel. Diese Stoffe sind zur Chemotherapie von metastasierendem Brust- und Eierstockkrebs sowie von bestimmten Bronchialkarzinomen zugelassen.

## Lebensgemeinschaft Eibe

### Begleitbaumarten und Krautschicht
Typische Begleitbaumarten der Europäischen Eibe sind in Mitteleuropa Stiel- und Traubeneiche, Hainbuche, Esche, Ulme, Linde, Weißtanne und Bergahorn. Dabei findet sie ihr Optimum in Laubwäldern mit tiefgründigen, frischen, nährstoffreichen Böden, etwa in niederschlagsreichen Tannen-Buchen- oder in Stieleichen-Auenwäldern. Im trockenen Klima der Mittelmeerländer wächst sie in der Gesellschaft mediterraner Eichenarten wie der Steineiche, oder der Platanen.
Im offenen Kulturland wachsen Europäische Eiben oft zwischen dornigen Heckengebüschen wie Schlehe oder Heckenrose heran, welche die jungen Pflanzen vor dem Verbiss durch Wild- und Weidetiere schützen.
Besteht die Krautschicht in Eiben-Mischwäldern neben Farnen und Moosen häufig aus Bingelkraut, Walderdbeere, Gundermann, Efeu, Brombeeren und Veilchen, sind in Eiben-Buchenwäldern eher Einblütiges Perlgras, Waldmeister, oder Kalk-Blaugras anzutreffen. Wo die Europäische Eibe vor allem mit Eichen vergesellschaftet ist, finden sich in der Krautschicht oft auch Schlüsselblume und Pfirsichblättrige Glockenblume.

### Vögel
Bei Vogelarten, die die Europäische Eibe als Nahrungspflanze nutzen, wird zwischen Samenverbreitern, die nur an dem süßen Arillus interessiert sind und den Samen wieder ausscheiden, sowie Samenfressern unterschieden. Zu den Samenverbreitern zählen vor allem Star, Singdrossel, Amsel und Misteldrossel sowie Wacholder-, Rot- und Ringdrossel. Misteldrosseln zeigen dabei ein territoriales Verhalten und verteidigen ab Spätsommer „ihre“ Eibe gegen andere Vögel, so dass von Misteldrosseln besetzte Eiben noch bis Januar und Februar rote Samenbecher aufweisen. Dieses Verhalten trifft auch auf Singdrosseln zu. Diese zeigen jedoch eine weniger große Verteidigungsbereitschaft als Misteldrosseln. Arillen werden außerdem vom Sperling, Gartenrotschwanz und der Mönchsgrasmücke sowie Eichel- und Tannenhäher, Seidenschwanz und Jagdfasan verzehrt. Alle diese Vogelarten sind maßgeblich an der Verbreitung der Europäischen Eibe beteiligt und sorgen dafür, dass Eibenschösslinge auch weit entfernt von etablierten Eibenbeständen und an unzugänglichen Stellen wie etwa steilen Felshängen wachsen.
Zu den Samenfressern zählen vor allem der Grünfink sowie in geringerem Maße Dompfaff, Kohlmeise, Kernbeißer, Kleiber, Grünspecht, Buntspecht und gelegentlich auch die Sumpfmeise. Kleiber reiben den Samenmantel an Baumrinden ab, bevor sie wie die Spechte das Samenkorn in Ritzen verkeilen, um es aufzuhämmern. Der Grünfink löst dagegen den Arillus mit dem Schnabel, entfernt die glykosidhaltige Samenhülle und frisst dann das Sameninnere.

### Säugetiere
Bilche wie Sieben- und Baumschläfer klettern in Eiben, um an die roten Arillen zu gelangen. In der Regel fressen Säugetiere jedoch die Samenbecher, die auf den Erdboden gefallen sind. Kleinnager wie Rötel-, Wald- und Gelbhalsmaus gehören zu den Arten, die sich unter anderem daran gütlich tun. Ihre Anwesenheit zieht Raubsäuger wie Rotfuchs und Wiesel und Iltisse an. Rotfüchse fressen allerdings ebenso wie Dachse, Braunbären und Wildschweine gerne die Arillen und auch für Baummarder ist dies schon beschrieben worden.
Kaninchen und Feldhasen verbeißen junge Eibenkeimlinge und behindern so ein Höhen- und Breitenwachstum junger Bäume. Weit größerer Äsungsdruck geht jedoch von Rotwild aus, das unempfindlich für die in der Eibe enthaltenen toxischen Verbindungen ist. Insbesondere ein hoher Bestand an Rehen verhindert die natürliche Verjüngung des Eibenbestandes: Junge Schösslinge reißen sie beim Weiden mit den Wurzeln aus. Die Zweige von Eibenbäumen werden bis zu einer Höhe von etwa 1,4 Metern abgefressen. Auch Ziegen und Schafe weiden an Eibenbäumen. Als ein nennenswerter Eibenschädling hat sich auch das aus Nordamerika nach Europa eingeführte Graue Eichhörnchen erwiesen. Es schält die Rinde auch älterer Eiben ab, sodass die Bäume durch Wundinfektionen gefährdet sind.

### Wirbellose
Auf Europäischen Eiben finden sich, im Vergleich zu anderen europäischen Baumarten, nur verhältnismäßig wenig Wirbellose. Zu den wichtigsten zählt die Eibengallmücke (Taxomyia taxi), deren Larven sich in den Knospen der Triebspitzen einnisten und die dort mitunter zu einer Überproduktion von Eibennadeln führt, sodass sich eine an Artischocken erinnernde Galle bildet. Zwei parasitäre Wespen, nämlich Mesopolobus diffinis und Torymus nigritarsus, wiederum legen ihre Eier in die Gallen beziehungsweise in die vollentwickelten Larven und Puppen der Eibengallmücke. Die Schmetterlingsraupen Ditula angustiorana  (Wickler) und Blastobasis vittata (Blastobasidae) fressen unter anderem Eibenlaub. Im Splintholz der Eiben sind mitunter die Larven des Hausbocks (Hylotrupes bajulus) sowie des Gescheckten Nagekäfers (Xestobium rufovillosum) zu finden. Der zu den Rüsselkäfern zählende Gefurchte Dickmaulrüssler (Otiorhynchus sulcatus) schädigt einjährige Eibentriebe sowie Wurzeln junger Sämlinge und ihre Wipfeltriebe. Ebenfalls anzutreffen ist mitunter die gelblich bis braun gefärbte Eiben-Napfschildlaus (Eulecanium cornicrudum), die an jungen Trieben saugt.

## Das Holz der Eibe

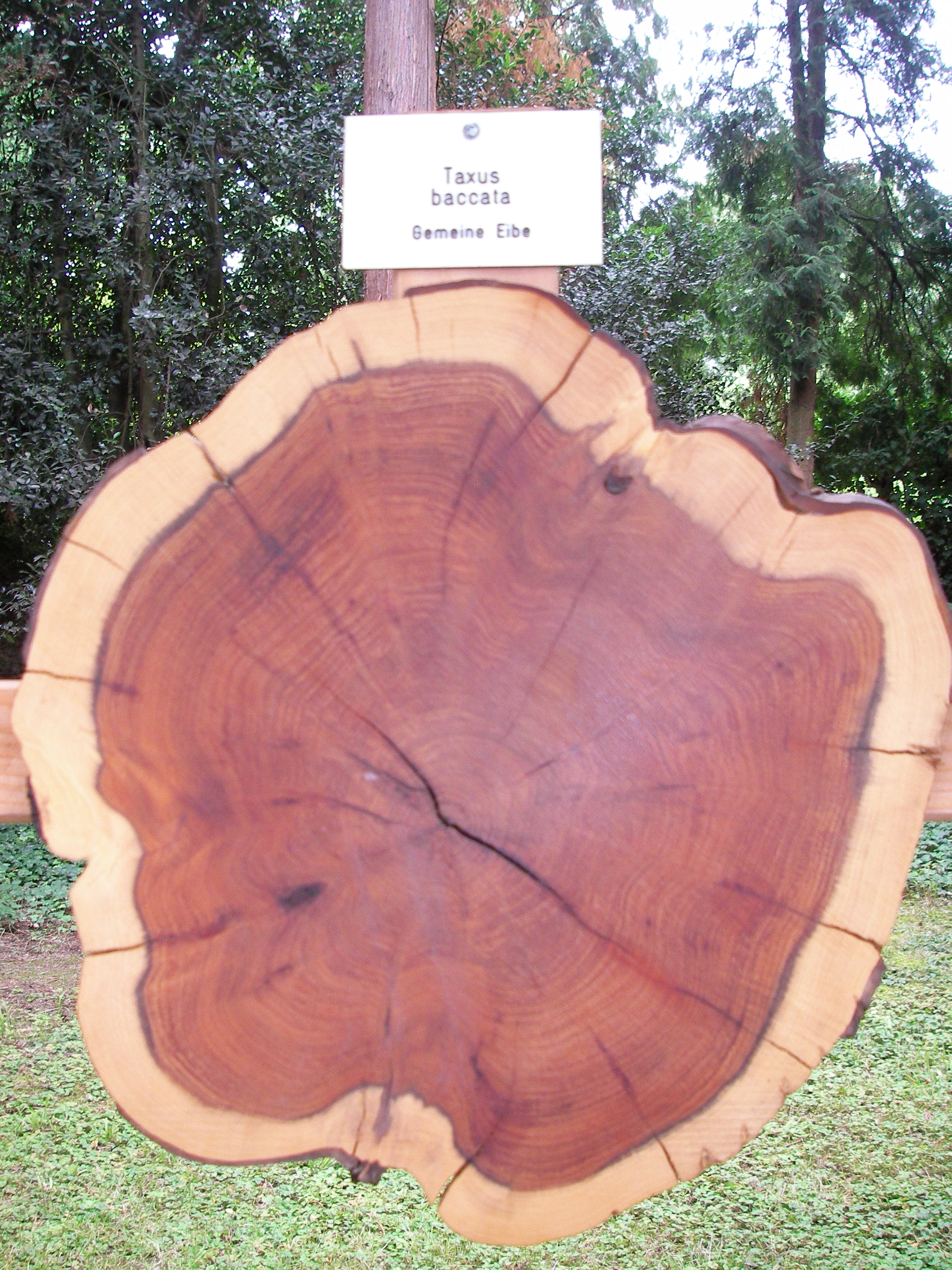
Querschnitt eines Eibenstammes

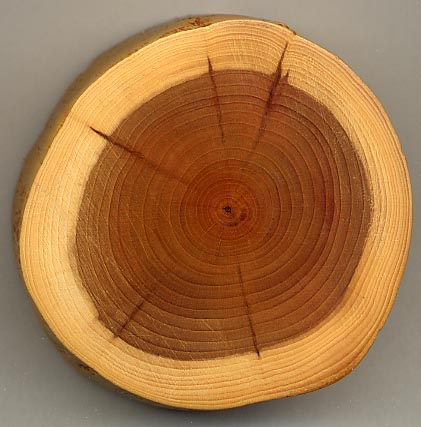
Stammquerschnitt

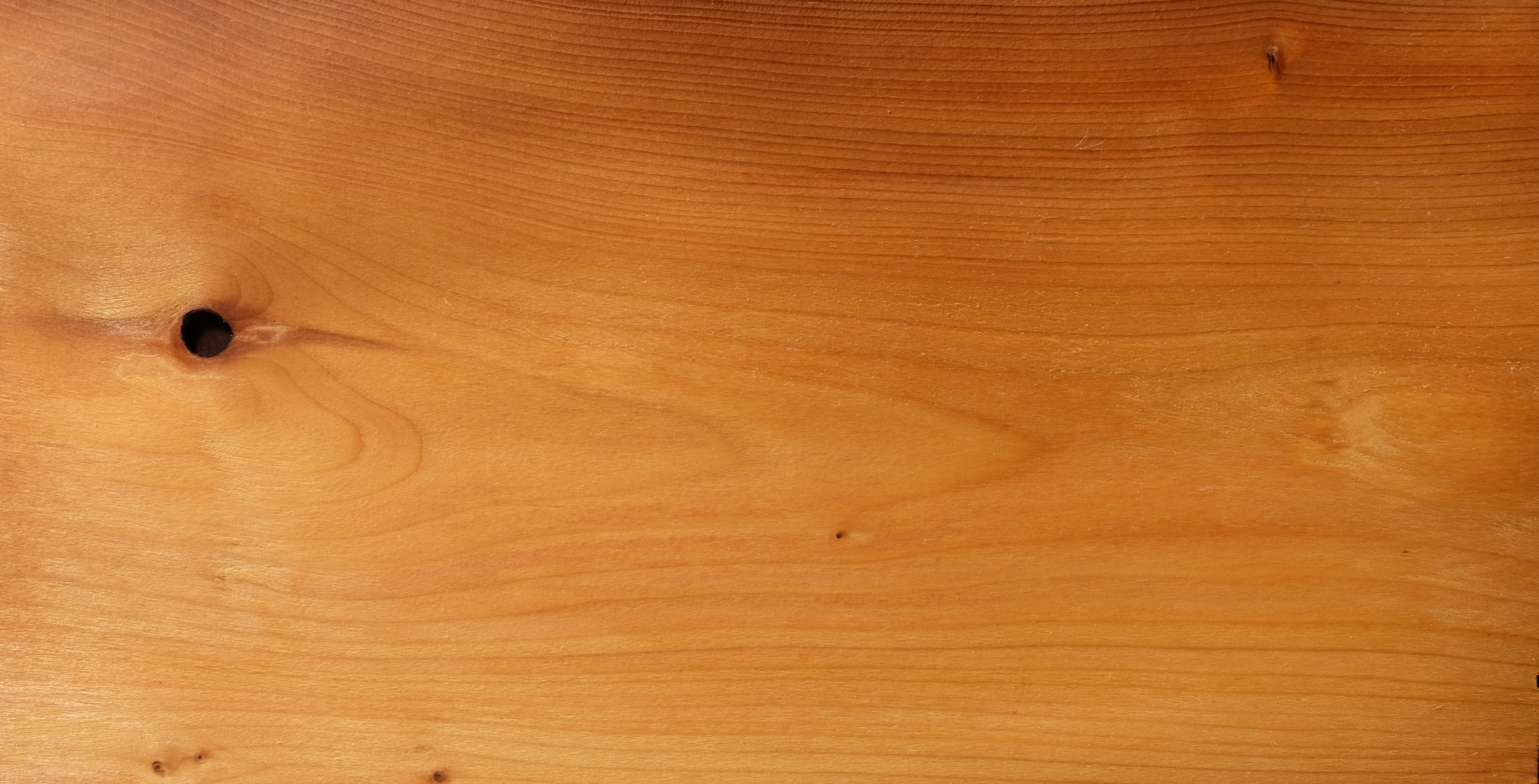
Gemessertes Furnier der Eibe, geölt, nicht geschliffen

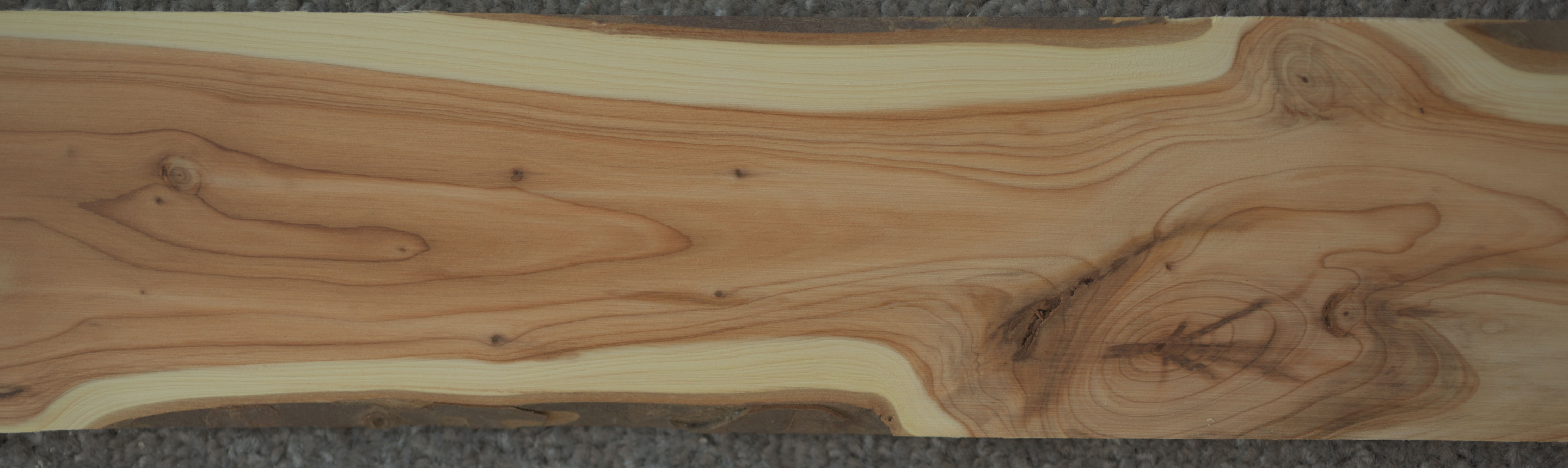
Frisch geschliffenes Eibenholz-Brett 8 × 34 cm

### Eigenschaften und heutige Verwendung
Die Europäische Eibe ist ein Kernholzbaum. Kernholz bezeichnet die im Stammquerschnitt physiologisch nicht mehr aktive, dunkle, innere Zone, die sich deutlich vom äußeren, hellen Splintholz unterscheidet. Der schmale Splint ist gelblich-weiß und etwa zehn bis zwanzig Jahresringe stark. Das Kernholz weist eine rötlichbraune Farbe auf. Das wegen des langsamen Wachstums feinringige Holz ist sehr dauerhaft, dicht, hart und elastisch. Die Dauerhaftigkeit des Kernholzes resultiert aus der Einlagerung von Gerbstoffen, welche das Holz imprägnieren. Eibenholz ist, trotz der Dauerhaftigkeit, von dem Gemeinen Nagekäfer angreifbar. Ein Kubikmeter Eibenholz wiegt zwischen 640 und 800 Kilogramm. Im Vergleich dazu wiegt ein Kubikmeter Holz des Mammutbaums 420, der Kiefer 510 und der Buche und Eiche jeweils 720 Kilogramm. Eibenholz trocknet sehr gut, schwindet dabei nur mäßig und lässt sich leicht verarbeiten. Die Europäische Eibe hat heute allerdings keine wesentliche forstwirtschaftliche Bedeutung mehr. Das im Holzhandel nur selten angebotene Holz wird für Furnierarbeiten sowie für Holzschnitzereien und Kunstdrechslerei sowie zum Bau von Musikinstrumenten verwendet.

### Verwendung in der Jungstein- und Bronzezeit
Im Laufe der Menschheitsgeschichte hat Eibenholz eine wesentlich größere Bedeutung gehabt als heute. Das harte und elastische Holz ist besonders für den Bau von Bögen und Speeren geeignet. Zwei der ältesten bekannten hölzernen archäologischen Artefakte sind aus Eibenholz gefertigte Speere. Der ältere Speer wurde in der Nähe von Clacton-on-Sea, Essex gefunden und wird auf ein Alter von 150.000 Jahren datiert. Der zweite Fund stammt aus dem niedersächsischen Lehringen, wo im Brustkorb eines in einer Mergelgrube konservierten Waldelefantenskeletts eine 2,38 m lange Eibenholzlanze gefunden wurde, die den mittelpaläolithischen Neandertalern zugeschrieben und auf ein Alter von 90.000 Jahren geschätzt wird. Zwischen 8000 und 5000 Jahre alt sind acht Eibenbögen, die in verschiedenen Ausgrabungsorten in Norddeutschland gefunden wurden. Ein ebenfalls sehr gut erhaltener und 183 Zentimeter langer Eibenbogen wurde 1991 bei der Ötztaler Gletschermumie gefunden. Auch dieser Bogen ist 5000 Jahre alt.
Jungsteinzeitliche Funde weisen die Verwendung von Eibenholz für die Herstellung von Gebrauchsgegenständen wie Löffeln, Tellern, Schalen, Nadeln und Ahlen nach. Drei bronzezeitliche Schiffe, die in der Mündung des Flusses Humber in Yorkshire gefunden wurden, bestehen aus Eichenplanken, die mit Eibenholzfasern miteinander verbunden waren. Auch die Reste bronzezeitlicher Pfahlbauten z. B. am Mondsee zeugen von dieser frühen Wertschätzung des Eibenholzes, das äußerst feuchtigkeitsbeständig ist.

### Der Langbogen und seine Auswirkung auf die Eibenholzbestände
Zunächst nur aus dem Kernholz der Eibe gebaut, wurden etwa ab dem 8. Jahrhundert die unterschiedlichen Eigenschaften von Splint- und Kernholz zum Bogenbau genutzt. Als Englischer Langbogen wird ein Stabbogentyp des Spätmittelalters bezeichnet, der vor allem durch den massenhaften Einsatz in spätmittelalterlichen Schlachten bekannt wurde. Der aus einem Stück gefertigte Stab ist etwa so lang wie der Schütze, also um 180 Zentimeter, und besteht ungefähr aus 1/3 Splintholz und 2/3 Kernholz auf der Außen- bzw. Innenseite.
Die englischen Bogenschützen waren keine zum Kriegsdienst eingezogenen Leibeigenen, sondern bestens ausgebildete Soldaten, die für eine bestimmte Zeit vertraglich verpflichtet und gut bezahlt wurden. Sie konnten den Feind über eine Entfernung von über 400 Metern bekämpfen. Mit ihnen konnten englische Heere zahlenmäßig überlegene Streitmachten schlagen.
Ein früher Einsatz zahlreicher Bogenschützen ist für die Schlacht von Hastings am 14. Oktober 1066 belegt, in der die Normannen unter Wilhelm I. den englischen König Harald besiegten. Auf dem Bilderteppich von Bayeux sind Bogenschützen auf beiden Seiten zu erkennen. Im 13. Jahrhundert gingen die Eibenbestände der Insel stark zurück. Der erste Hinweis auf einen Import stammt von einer Zollrolle aus Dordrecht, die auf den 10. Oktober 1287 datiert ist. Für den 8. Januar 1295 ist für Newcastle die Ankunft von sechs Schiffen aus Stralsund belegt, die unter anderem 360 „Baculi ad arcus“ oder Bogenstäbe geladen hatten.
Der Hundertjährige Krieg, ab 1337, trug entscheidend zur Bildung des Nationalbewusstseins bei Franzosen und Engländern bei; die Bevölkerung wurde stärker beteiligt. So verordnete Eduard III. 1339: „Hiermit befehlen Wir, dass jeder Mann von Leibes Gesundheit in der Stadt London zur Mußezeit und an den Feiertagen Bogen und Pfeile benützen und die Kunst des Schießens erlerne und übe.“ (SCHEEDER 1994, S. 43) Gleichzeitig wurden Spiele wie Steinstoßen, Holz- oder Eisenwerfen, Handball, Fußball und Hahnenkämpfe unter Androhung von Gefängnis verboten. Jeder Mann zwischen dem siebten und dem sechzigsten Lebensjahr war verpflichtet, einen Bogen und zwei Pfeile zu besitzen. Wegen der Holzknappheit und der starken Nachfrage mussten Höchstpreise festgelegt werden, damit sich jeder einen Bogen leisten konnte. „Da die Verteidigung des Reiches bisher in den Händen der Bogenschützen lag und nun Gefahr droht, befehlen Wir, daß jedermann 2 Schilling Buße je Bogen an den König entrichten muß, der einen solchen für mehr als drei Schilling sechs Pence verkauft“ (SCHEEDER 1994, S. 7). In der Schlacht bei Crécy 1346 und der Schlacht von Azincourt 1415 bei Arras, fügte das englische Heer, durch den Einsatz geübter Bogenschützen mit Langbögen, dem französischen Heer schwere Niederlagen zu.
Jedes Handelsschiff, das ab 1492 in England Handel treiben wollte, musste eine bestimmte Anzahl Eibenrohlinge mit sich führen. Das führte dazu, dass alle europäischen Eibenbestände so stark zurückgingen, dass diese sich bis heute nicht richtig erholt haben. Allein zwischen 1521 und 1567 wurden aus Österreich und Bayern zwischen 600.000 und eine Million zwei Meter lange und 6 cm breite Eibenstäbe für die Weiterverarbeitung zu Bögen ausgeführt. 1568 musste Herzog Albrecht dem kaiserlichen Rat in Nürnberg mitteilen, dass Bayern über keine schlagreifen Eiben mehr verfüge. In England erfolgte aufgrund der Eibenholzverknappung die Anordnung, dass jeder Bogenmacher pro Eibenholzbogen vier aus dem weniger geeigneten Holz des Bergahorns herzustellen habe, und Jugendlichen unter 17 Jahren wurde das Führen eines Eibenholzbogens verboten. Anordnungen aus dieser Zeit lassen darauf schließen, dass England, nachdem die mittel- und südeuropäischen Eibenvorkommen erschöpft waren, Eibenholz aus den Karpaten und dem nordöstlichen Baltikum bezog. 1595 ordnete die englische Königin Elisabeth I. die Umstellung des englischen Heeres von Langbögen auf Musketen an. Fritz Hageneder vertritt in seiner Monographie über die Eibe die Ansicht, dass diese Umstellung, die zu einem Zeitpunkt erfolgte, als der Langbogen der Muskete in Reichweite, Treffsicherheit und Schussgeschwindigkeit noch weit überlegen war, allein erfolgte, weil der Rohstoff Eibe für die Herstellung von Langbögen nicht mehr zur Verfügung stand.

### Andere historische Verwendungen des Eibenholzes
Neben Langbögen wurden seit der Antike auch Armbrüste aus Eibenholz gefertigt.
Der dekorative rotbraune Holzkern machte das Holz für den Möbelbau, sowie zur Fertigung von Fußböden und Vertäfelungen interessant.
Neben verschiedenen Gebrauchsgegenständen wie Webschiffchen, Kästchen, Eimern, Kämmen und Axtholmen wurde das feuchtigkeitsbeständige Holz unter anderem auch für Zaunpfosten sowie die sogenannten Sohlbalken/Schwellbalken verwendet, die direkt auf dem Steinfundament von Häusern auflagen und besonders leicht Feuchtigkeitsschäden ausgesetzt waren.
Ebenso wurde das Holz für Zapfhähne und Wasserleitungen gebraucht.
Das elastische Holz wurde bis ins 20. Jahrhundert bei der Herstellung von Peitschen verwendet. Anders als beim Langbogenbau war Eibenholz bei diesen Verwendungen jedoch relativ einfach zu ersetzen.

## Verwendung als Gift-, Heil- und Nahrungspflanze
Die Giftigkeit der Eibe ist bereits Thema der griechischen Mythologie: Die Jagdgöttin Artemis tötet mit Eibengiftpfeilen die Töchter der Niobe, die sich ihr gegenüber ihres Kinderreichtums gerühmt hatte. Auch die Kelten verwendeten Eibennadelabsud, um ihre Pfeilspitzen zu vergiften und Julius Caesar berichtet in seinem Gallischen Krieg von einem Eburonen-Stammesfürsten, der lieber mit Eibengift Selbstmord beging, als sich den Römern zu ergeben. Zur Giftigkeit der Europäischen Eibe äußern sich Paracelsus, Vergil und Plinius der Ältere. Dioskurides berichtete von spanischen Eiben mit einem so hohen Giftgehalt, dass sie schon denen gefährlich werden konnten, die nur in ihrem Schatten saßen oder schliefen.
In der Medizin spielten Eibenzubereitungen ab dem frühen Mittelalter eine Rolle. Mit ihnen wurden unter anderem Krankheiten wie Epilepsie, Diphtherie und Rheumatismus sowie Hautausschläge und Krätze behandelt. Eibennadelsud wurde auch als Abortivum eingesetzt.
Neben der Verwendung als Gift- und Heilpflanze wurden Eibenbestandteile sogar als Nahrungspflanze verwendet: Der rote und süßliche Samenmantel, der ungiftig ist, lässt sich zu Marmelade einkochen, sofern die giftigen Samen entfernt werden. Eibenlaub wurde in geringem Maße traditionell den Futterpflanzen des Viehs beigemischt, um so Krankheiten vorzubeugen. In einigen Regionen wie etwa Albanien wird dies bis heute praktiziert.

## Verwendung als Zierpflanze

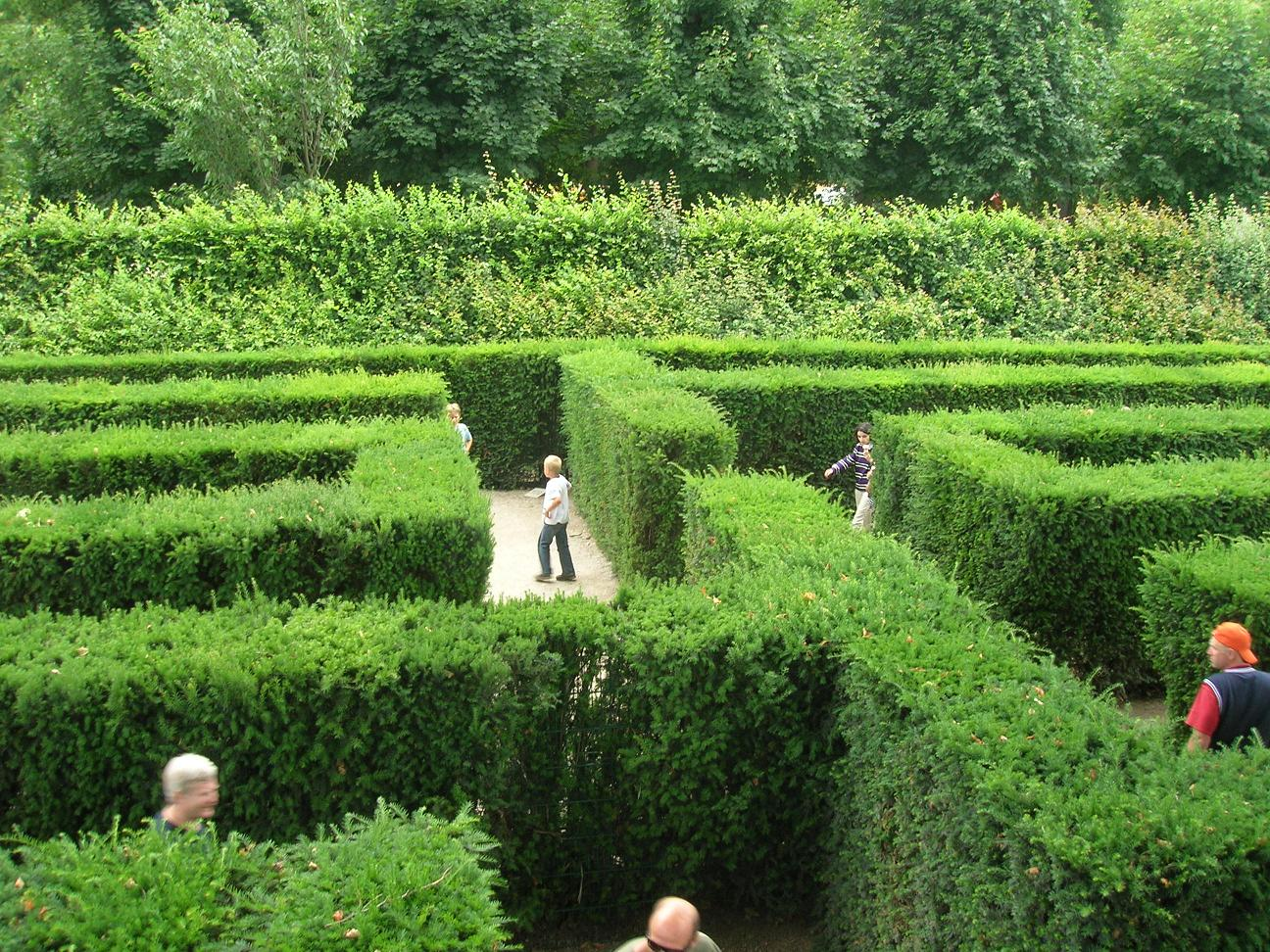
Irrgarten des Schlosses Schönbrunn

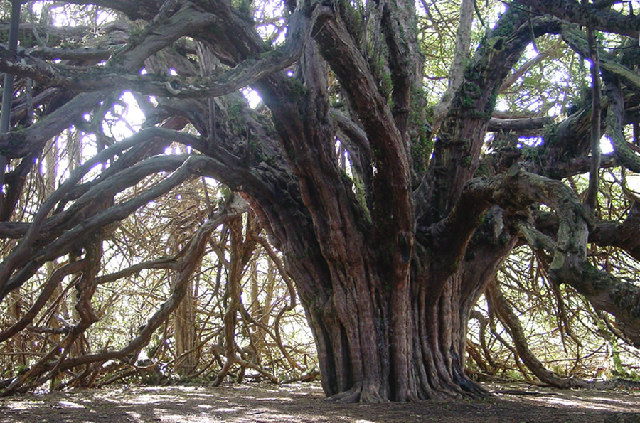
Eibe von Ormiston, Schottland

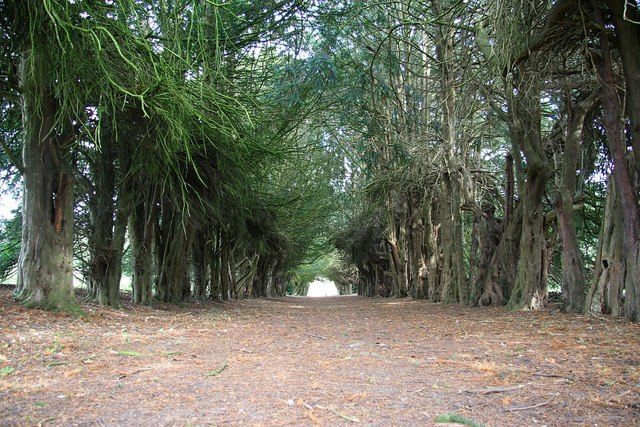
Allee aus Eiben, Easton Walled Gardens

Als einzige europäische Nadelholzart besitzt die Eibe ein gutes Ausschlagsvermögen. Die Schnittverträglichkeit und der dichte Wuchs führen dazu, dass Eiben sehr gerne als dichte Sichtschutzhecken verwendet wurden und werden. Eiben eignen sich auch sehr gut für geometrische oder figürliche Formschnitte. Beginnend mit der Renaissance wurden die immergrünen Eibenbäume daher in der Gartengestaltung eingesetzt. Scharf geschnittene Formhecken aus Eiben waren besonders in Barockgärten sehr beliebt. Zu den bekanntesten barocken Gartenanlagen, in denen Eibenhecken eine große Rolle spielen, zählen die Gärten von Versailles. Auch der Residenzgarten von Würzburg weist zahlreiche Eibenskulpturen auf. In England wurden gerne begehbare Labyrinthe aus Eibenhecken gestaltet. Den 114 Meter langen und 52 Meter breiten Irrgarten von Longleat House säumen mehr als 16.000 Eiben.
Mit der Hinwendung zum Englischen Landschaftsgarten begann ein zunehmendes Interesse für ausgefallene Züchtungen was bis heute zu mehr als siebzig verschiedenen bekannten Zuchtformen der Europäischen Eibe führte. Zu diesen zählen unter anderem:
- 'Adpressa': Diese 1838 entstandene Form ist häufig in Gärten anzutreffen. Sie wächst als (nur weiblicher) Busch mit kleinen, teils überhängenden Zweigen. Die Nadeln sind länglich-elliptisch und spitz zulaufend; sie sind nur 1 cm lang. Es gibt auch eine gelbbunte Form.
- 'Dovastoniana' (Adlerschwingeneibe): Diese 1777 erstbeschriebene Form wird etwa 5 bis 8 m hoch und 6 m breit und wächst einstämmig. Die Äste stehen waagrecht ab; die Spitzen und kleinere Seitenzweige sind überhängend. Die Nadeln sind Dunkelgrün.
- 'Fastigiata': Diese ursprünglich in den 1760er Jahren in Irland gefundene Sorte ist als sogenannte Säuleneibe in Parks, Gärten und auf Friedhöfen weit verbreitet. Sie wächst sehr straff säulenförmig aufrecht. Die Nadeln sind sehr dunkelgrün und stehen spiralig um die Zweige. Der Gipfel wächst meist vieltriebig; dadurch wird die Krone im Alter oben breiter. Auf den britischen Inseln wird die Säuleneibe bis 15 m hoch, in Deutschland erreicht sie dagegen kaum 5 m.
- 'Fastigiata Aurea': Sie wächst ähnlich wie die Sorte 'Fastigiata', hat jedoch anders als diese gelbe Nadeln.
- 'Fastigiata Aureomarginata': Sie wird bis 5 m hoch und 2,5 m breit. Die Nadeln sind goldgelb.
- 'Fastigiata Robusta': Sie wächst ähnlich wie die Sorte 'Fastigiata', wird bis 8 m hoch und 2 m breit. Die Nadeln sind mittelgrün.
- 'Fructo-luteo': Diese 1817 in Irland gefundene Sorte wächst als breiter Busch und hat sehr dunkelgrüne Nadeln. Die reifen Samenmäntel sind nicht von roter Farbe wie bei der Art, sondern sind gelb gefärbt.
- 'Overeynderi': Sie wächst als eiförmiger Strauch, wird bis 5 m hoch und 3 m breit. Die Nadeln sind dunkelgrün.
- 'Repandens' (Kisseneibe, Tafeleibe): Sie wächst als kleiner Strauch, mit flach ausgebreiteten, sich überlappenden Ästen. Nach 10 bis 15 Jahren wird sie 0,5 bis 0,6 m hoch, die Endhöhe beträgt 0,8 bis 1 m. Die Nadeln sind oberseits schwarzgrün glänzend, unterseits blassgrün.[69]

## Kreuzungen
Taxus × media (Bechereibe) = Taxus baccata × Taxus cuspidata

## Toponomastik
Der Eibenbaum, auch Ibenbaum (kurz Ibaum, auch Ybaum) ist namensgebend für verschiedene geografische Orte. Auf historische Eibenbestände weisen Toponyme wie Eiben, Eibenberg, Ibenberg, Iberg, Yberg, Iberig und Ibach hin.

## Sehenswerte Eiben und Eibenbestände

### Deutschland

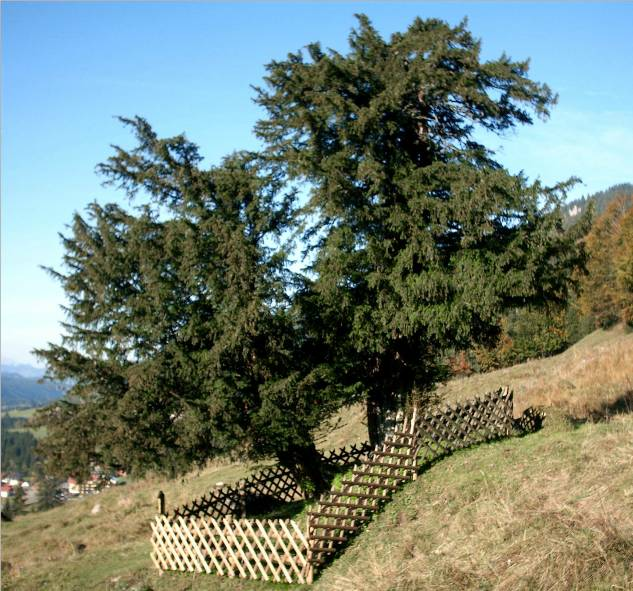
Alte Eibe von Balderschwang

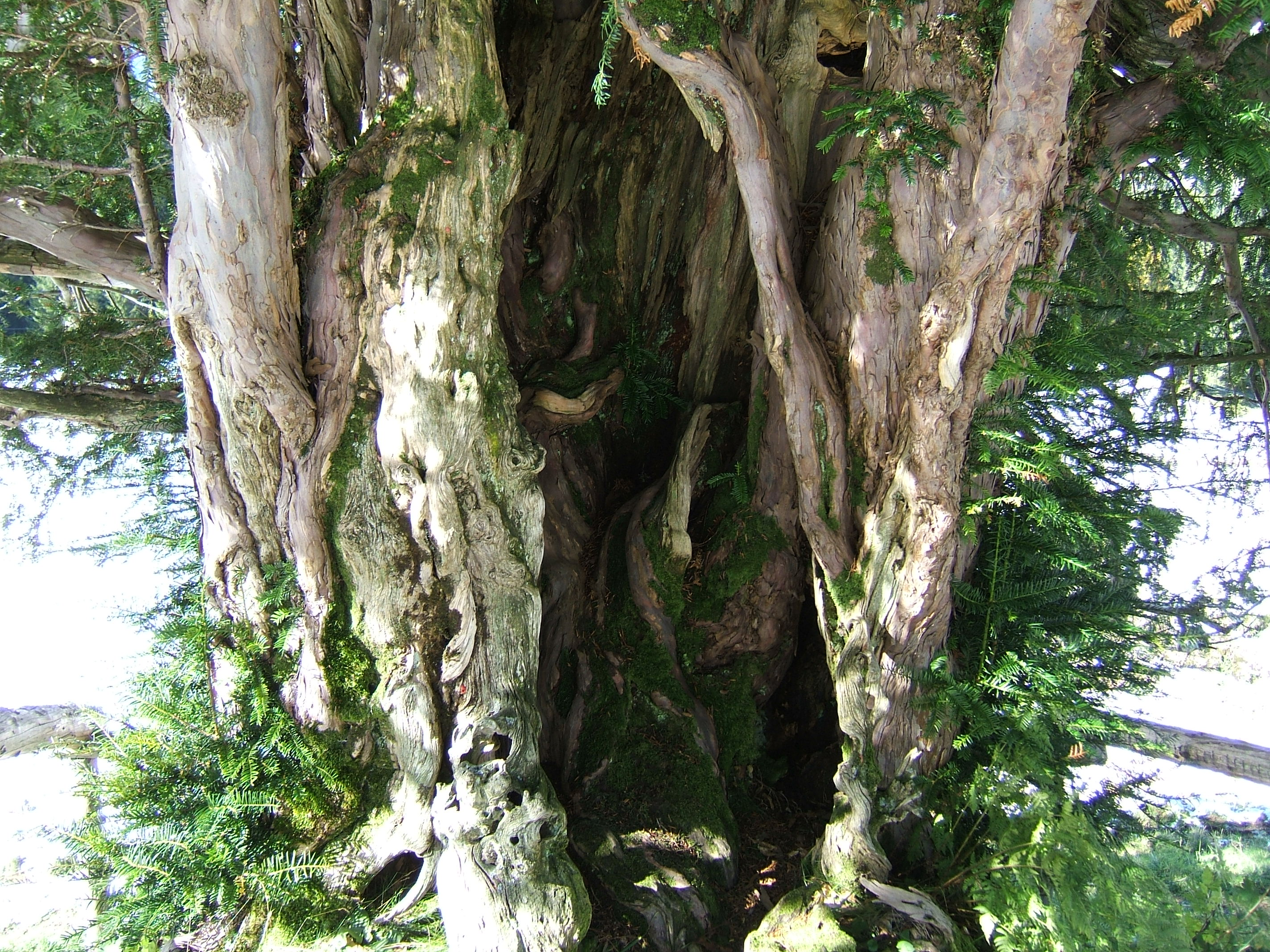
Stamm der Ureibe bei Steibis

In der Nähe von Klöstern besteht heute die größte Aussicht, noch alte Eibenbestände zu finden.
- Der größte deutsche Eibenwald ist der Paterzeller Eibenwald in der Nähe des Klosters Wessobrunn. In dem 88 ha großen Naturschutzgebiet im Landkreis Weilheim-Schongau wachsen über 1000 ältere Eiben in einem artenreichen Bergmischwald.[72]
- In Bovenden-Eddigehausen befindet sich der Eibenwald am Hainberg mit einem großen Bestand von ungefähr 800 Eiben im Alter von bis zu 200 Jahren.
- Bei Gößweinstein in der Fränkischen Schweiz existiert am Hang des Wiesenttales ein schöner Bestand von etwa 4400 Eiben (Naturwaldreservat Eibenwald bei Gößweinstein). Es wurde als Naturwaldreservat ausgewiesen und steht unter Naturschutz.
- Die Eibe am Neuländer Deich ist der älteste Baum Hamburgs und eingetragenes Naturdenkmal.
- Die Alte Eibe von Balderschwang im Landkreis Oberallgäu, die auf einer Alpwiese in einer Höhenlage von 1150 m NN steht, wird auf ein Alter zwischen 800 und 2000 Jahre geschätzt. Ihr Stamm besteht aus zwei getrennten Teilen mit einem Umfang von zwei beziehungsweise 2,4 Metern.[73]
- Die Senckenberg-Eibe im Palmengarten, Frankfurt am Main zählt zu den ältesten Eiben Deutschlands.
- Die Alte Eibe auf Haus Rath in Krefeld hat ein Alter von 800 Jahren.
- Die Ureibe bei Steibis im Landkreis Oberallgäu hat einen Stammumfang von 5 Meter und wird auf ein Alter von 600 bis 800 Jahre geschätzt[74]
- Nahe Fraudenhorst im äußersten Nordosten Deutschlands steht die vermutlich älteste Eibengruppe mit einem Alter zwischen 500 und 800 Jahren.
- Im sogenannten Ibengarten bei Dermbach in der thüringischen Rhön findet sich ein alter Eibenbestand von etwa 600 Bäumen.
- Naturschutzgebiet Harraser Leite bei Eisfeld mit Eiben-Buchenwäldern.[75]
- Im Süden Thüringens nahe der Gemeinde Veilsdorf findet sich an einem Nordhang ein Eibenvorkommen von 15 Hektar.
- Im Wörlitzer Park gibt es ein Eibenwäldchen mit sehr schönen alten Exemplaren, die vermutlich in der 2. Hälfte des 18. Jahrhunderts gepflanzt wurden.
- Burg Kronberg in Kronberg im Taunus hat einen Eibenhain und bezeichnet diesen selbst als einen von den drei letzten Eibenhainen in Deutschland.
- Die 800 bis 1000 Jahre alte Flintbeker Eibe an der Flintbeker Kirche in Flintbek / Schleswig-Holstein
- 1000-jährige Eibe in Lebach bei Schloss La Motte (Saarland) (siehe Schloss La Motte#Naturdenkmal „Alte Eibe“)
- die 1500-jährige Eibe an der Gabler Straße in Lückendorf
- Eine 1000-jährige Eibe steht in Xanten vor der Polizeiwache, Karthaus 14.
- Das einzige größere Eibenvorkommen Baden-Württembergs[76] befindet sich mit fast 150 Exemplaren im Höllental.[77] Es könnte dort als Namensgeber des Dorfes Ibental und weiterer Orte in der Umgebung gedient haben.[77]
- Im Tal des Brodenbachs, einem rechten Nebenfluss der Mosel aus dem Vorderen Hunsrück, besteht ein größeres Vorkommen.
- Am Erbhof Thedinghausen im Landkreis Verden steht eine gut 400 Jahre alte Eibe, die 2023 zum Nationalerbe-Baum ausgerufen wurde.

### Schweiz
- In Heimiswil (Emmental) steht die wahrscheinlich größte Eibe der Schweiz (Stammumfang: 8,6 m). Lange galt sie auch als eine der ältesten (über 1000 Jahre), nach neueren Schätzungen ist sie aber nur ca. 450 Jahre alt. Der Baum steht in der Nähe des Weilers Kaltacker beim Hof Gärstler und wird auch im Wappen der Gemeinde dargestellt.
- Eibe in Crémines, geschätztes Alter 1500 Jahre
- Eibe auf der Hasenmatt, etwa 1000 Jahre alt

Eines der größten natürlichen Eibenvorkommen Europas mit rund 80.000 Eiben findet sich auf der Bergkette des Albis und dort besonders im Gebiet des Uetlibergs.
Der Grund für diesen Bestand geht auf die Liberalisierung der Jagdgesetze in der Schweiz nach der Französischen Revolution zurück. Von 1798 bis 1850 wurden die Nutzwildpopulationen – im Speziellen Paarhufer – bis an die Grenze der Ausrottung bejagt. Eibenschösslinge werden vom Rehwild bevorzugt und haben bei einem größeren Rehwildbestand keine Chance aufzuwachsen. Die beinahe Ausrottung des Rehwilds um 1860 ermöglichte den Aufwuchs der Eiben, die heute fast alle über 150 Jahre alt sind. 1997 fand die internationale Eiben-Tagung in Zürich statt.

### Restliches Europa

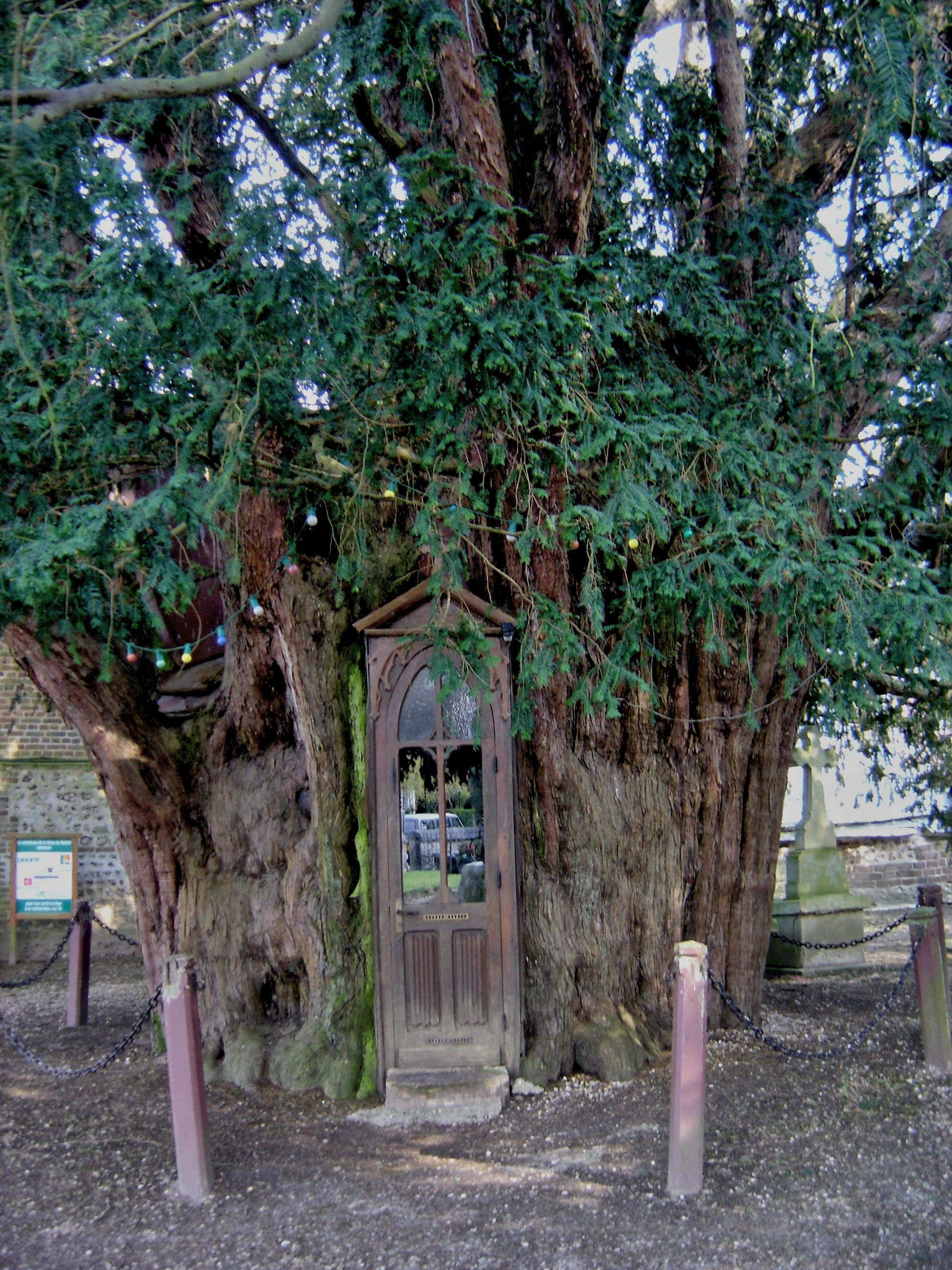
Eibe mit Kapelle auf dem Friedhof von La Haye-de-Routot

- Die „Fortingall Yew“ gilt als Europas ältester Baum; sie steht im Dorf Fortingall in Perth and Kinross in Schottland; ihr Alter wird auf 3000 bis 5000 Jahre geschätzt.
- Zwei alte Eiben umrahmen das Nordportal der Kirche St. Edward in Stow-on-the-Wold in den Cotswolds in England.
- Eine Reihe sehr alter Eiben ist in den normannischen Départements Orne, Calvados und Eure (Frankreich) zu finden. Dort schmücken sie die Kirchhöfe vieler Dörfer. So findet sich beispielsweise in La Haye-de-Routot eine Eibe, in deren hohlem Stamm eine durch eine Tür geschlossene Kapelle eingebaut ist. Auf dem Friedhof von Le Ménil-Ciboult (Orne) findet sich eine Eibe mit einem Stammumfang von 12,5 Meter.
- Harmanec, Slowakei[80]
- Bakonywald, Ungarn
- Ein Eibenwald auf ungefähr 25 ha, und damit einer der größten der Britischen Inseln, existiert auf einem Karbon-zeitigen Kalksteinplateau im südwestlichen Irland, in dem Killarney National Park, der sogenannte 'Reenadinna Wood', mit Bäumen, die um die 200 Jahre alt werden.[81]
- Der 18 ha große „Ziesbusch“ (slawisch zis = Eibe) mit 3500 Bäumen in der Tucheler Heide, Polen
- Eibe von Hennersdorf: ältester Baum Polens, galt bis 1945 als ältester Baum Deutschlands
- Raciborski-Eiben: 1000 Jahre alte Eibengruppe in Polen